# モスクワ・シティ
座標: 北緯55度44分54秒 東経37度32分16秒 / 北緯55.74833度 東経37.53778度

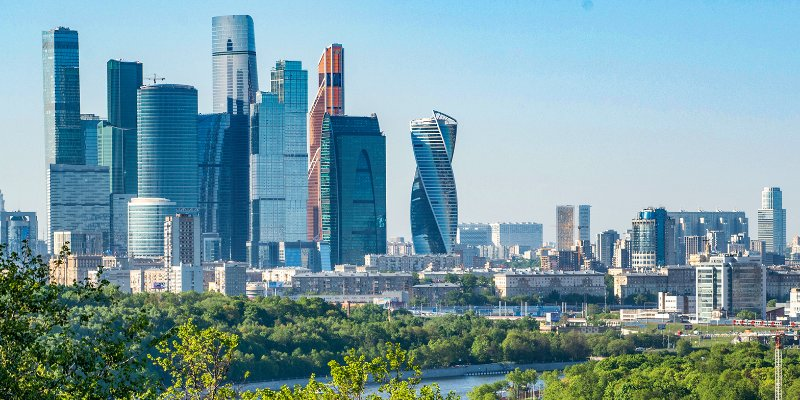
雀が丘（ヴォロビヨーヴイ・ゴールイ）から見た「モスクワ・シティ」

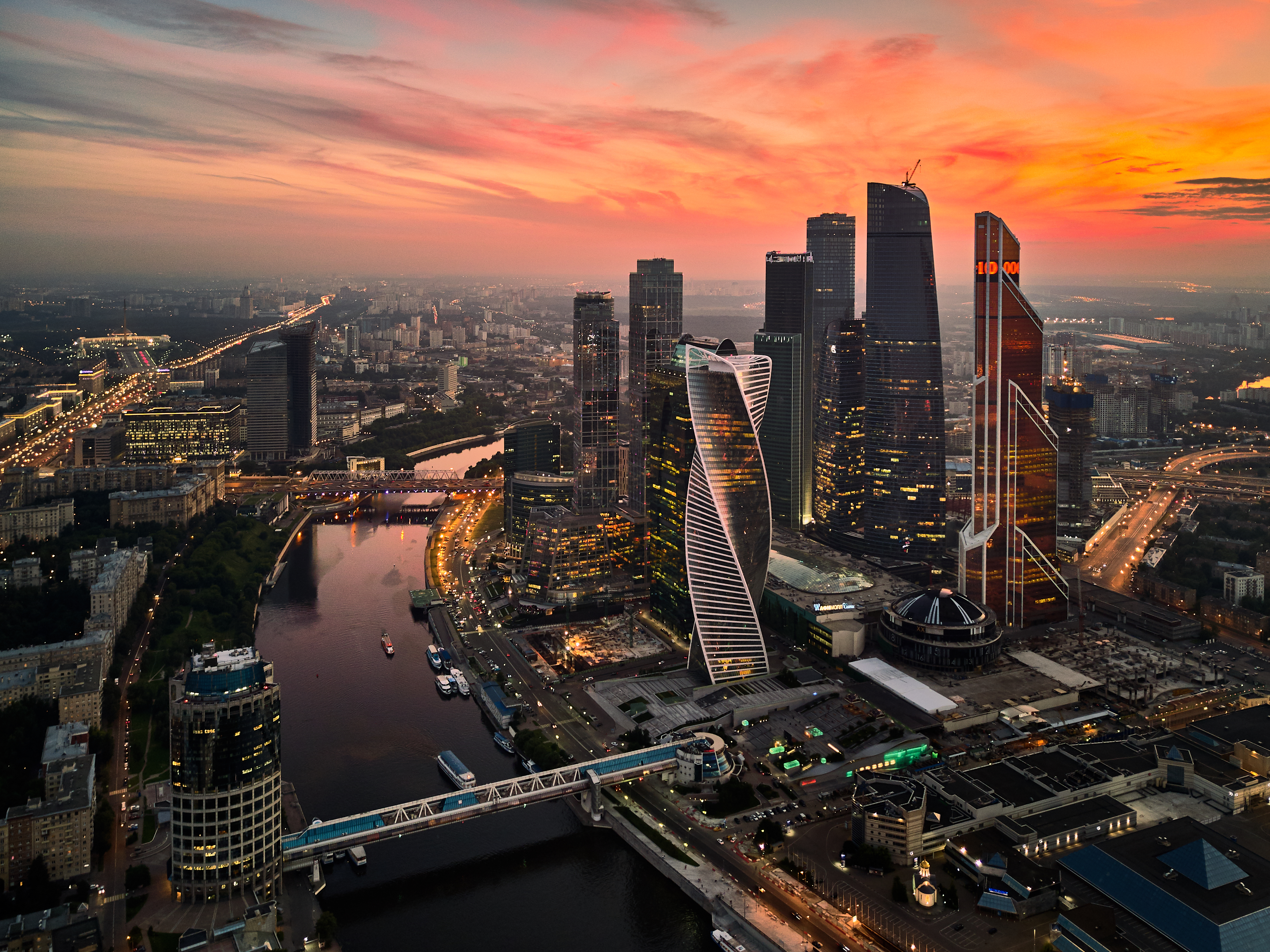
夕景

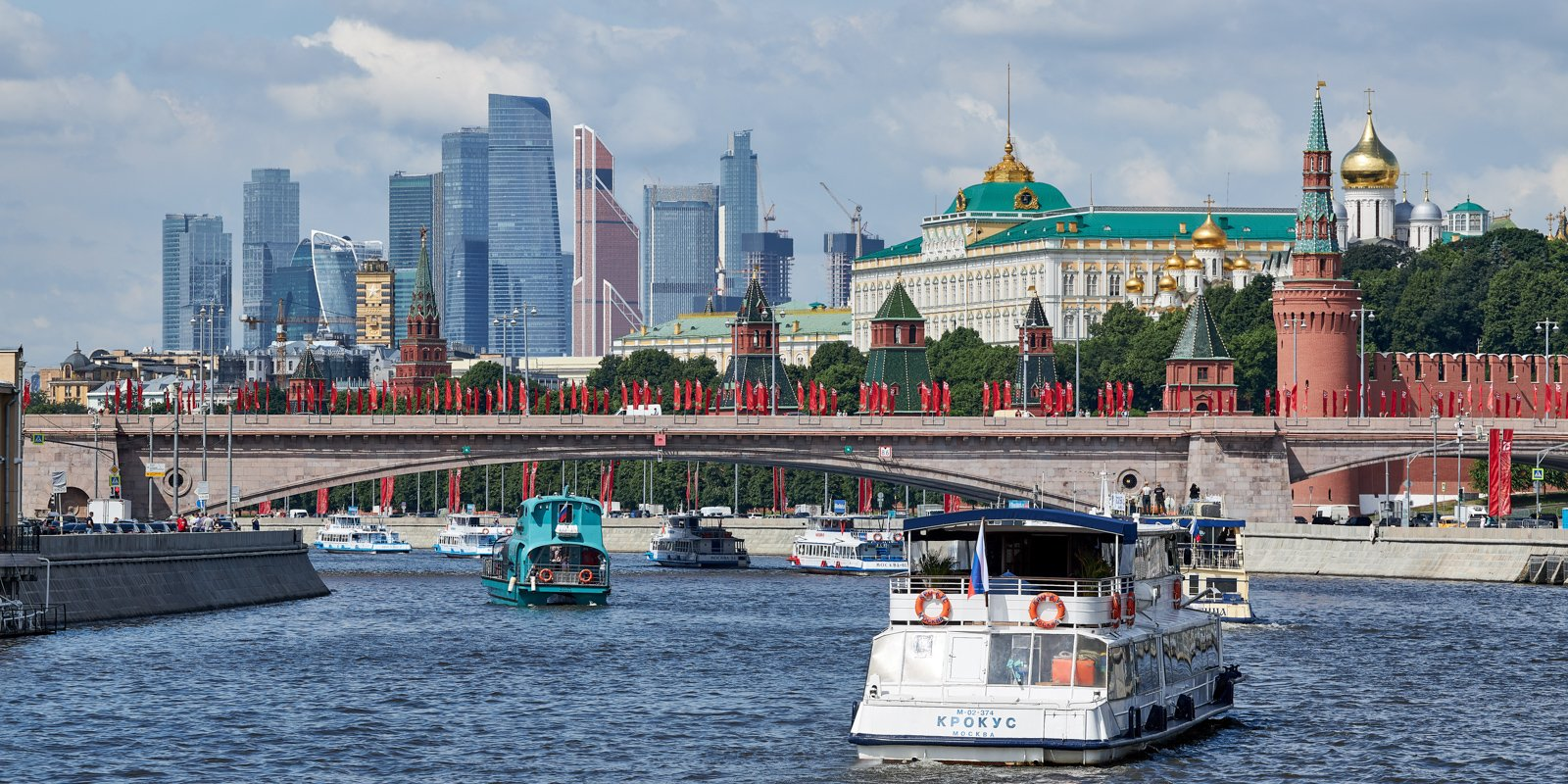
遠景　右はクレムリン

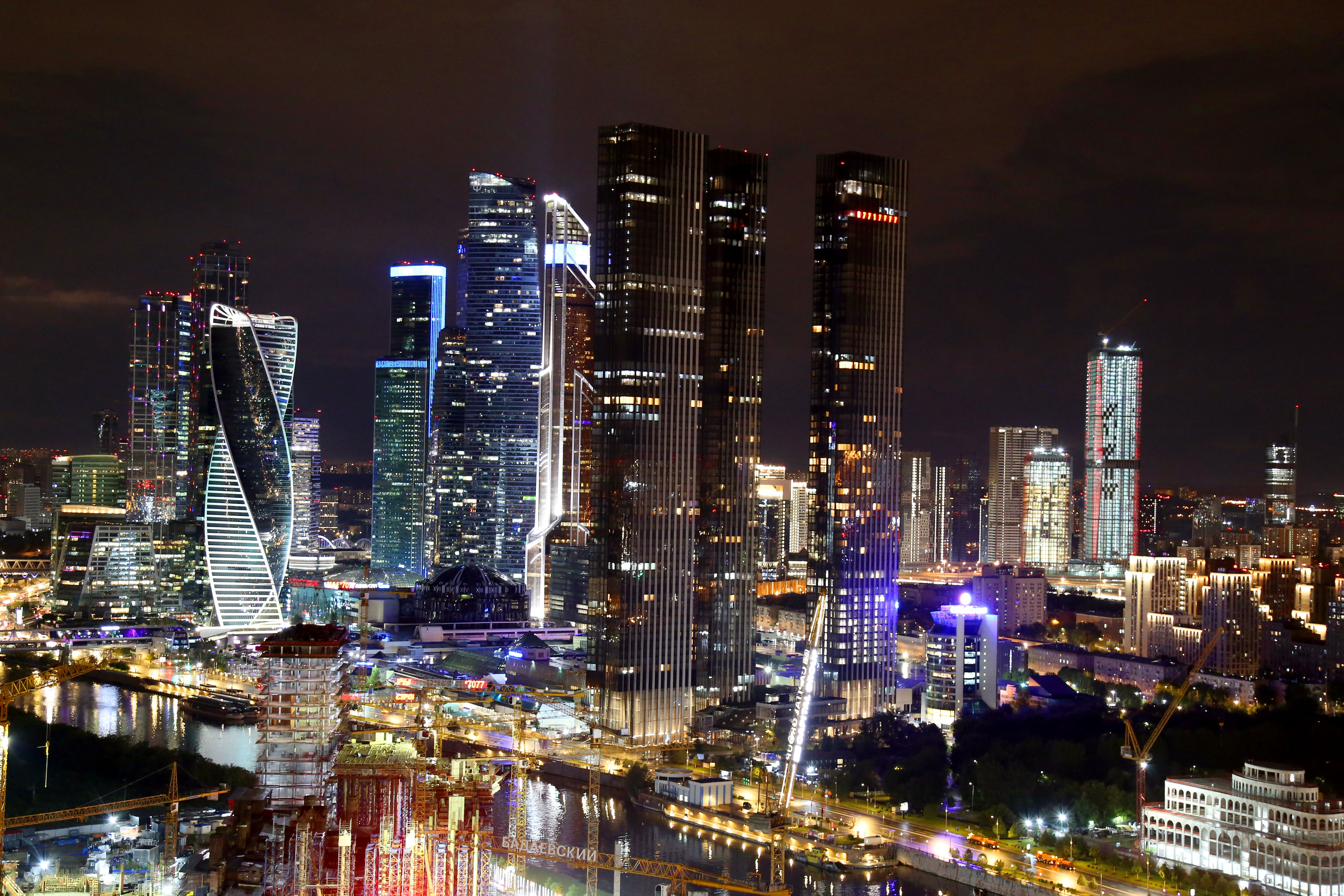
夜景

モスクワ・シティ（ロシア語: Москва-Сити）ことモスクワ国際ビジネスセンター（Московский международный деловой центр、略称 ММДЦ）は、ロシアの首都モスクワ中心部（プレスネンスキー区）における都市再開発プロジェクトおよび地域の名称である。 

## 歴史
1992年モスクワ市政府によって企画・立案された。ロシアにおいて最大規模の商業・業務・住宅・娯楽複合施設の建設を目指している。

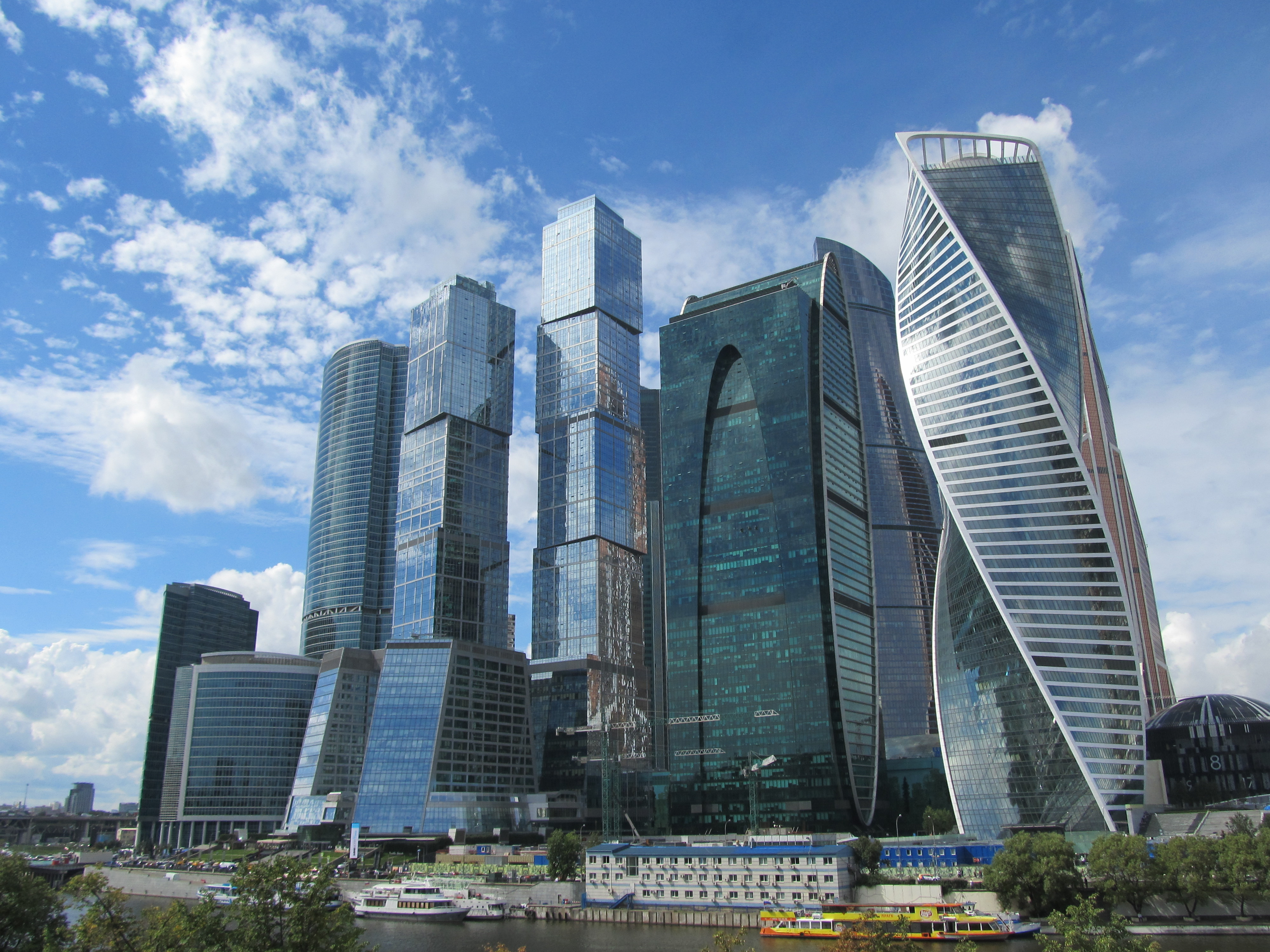
全体図

モスクワ・シティは、クレムリンの西5kmのクラスノ・プレスネンスカヤに位置する。開発地区の西をモスクワ3号環状道路が通り、南をモスクワ川が流れる。総面積は約1㎢である。開発の進度は比較的ゆっくりしているものの、高層建築の林立するモスクワの中心業務地区が形成されつつある。

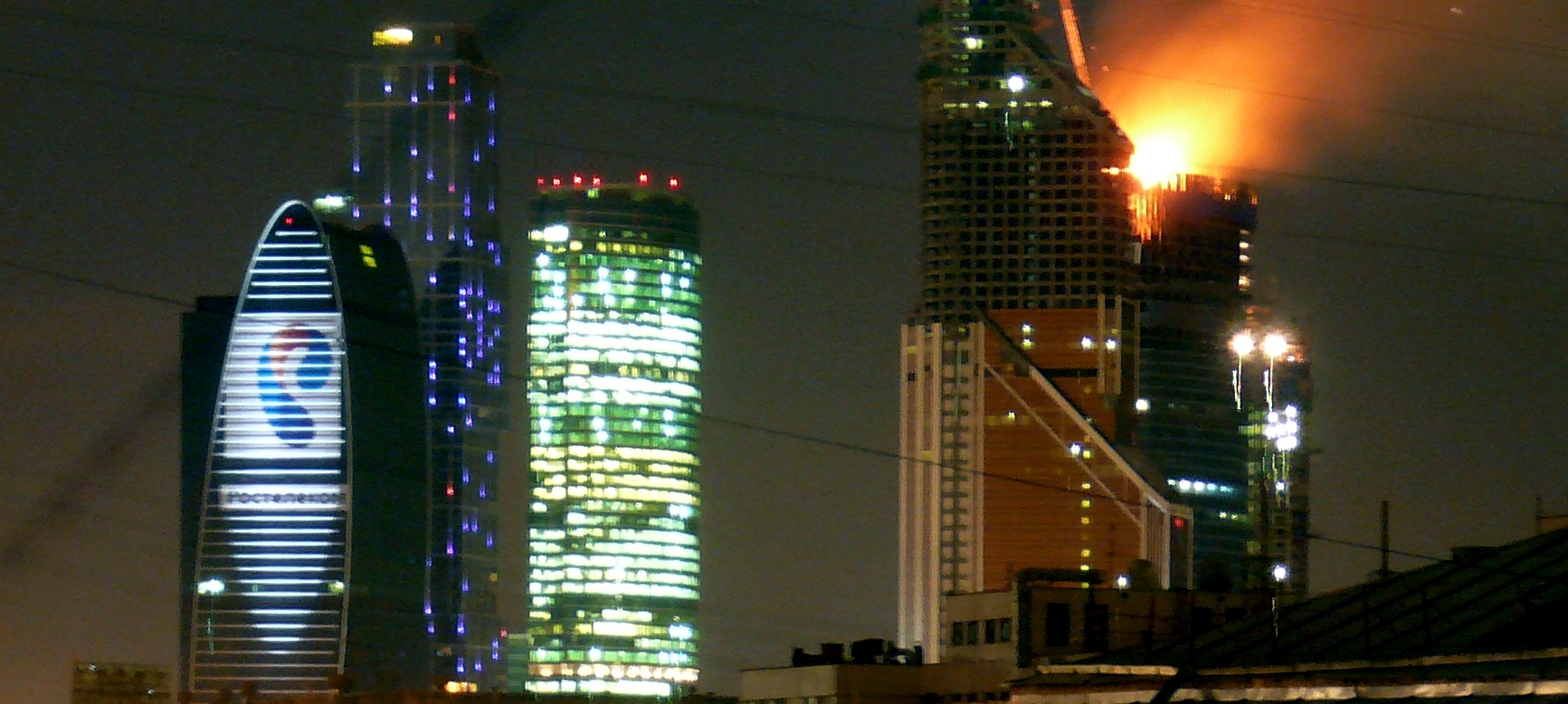
2012年4月の火災（フェデレーション・タワー）

2012年に、モスクワ・シティ内の高層ビル67階が火災が発生した。
2023年の7月31日、ロシアによるウクライナ侵攻中、ウクライナ軍からと思われるドローン攻撃を受けて、黒煙をあげ、1人が負傷した。翌日8月1日もドローン攻撃を受けた。以前からモスクワ市内への攻撃は頻発していたものの、モスクワ・シティ内への攻撃は初である。

## 主な高層ビル
主なビルにはヨーロッパ有数の高さのフェデレーション・タワー（374m）の他、OKO（354m）、マーキュリー・シティ・タワー（339m）、ルネサンス・モスクワ・タワーズ（337m）、ユーラシア・タワー（309m）、キャピタル・シティ（302m）などがある。

## 区割り
- 第0区 — タワー2000
- 第1区 — ワン・タワー

モスクワ・シティの区割り図

- 第2、3区 — エヴォリューション・タワー
- 第4区 — インペリア・タワー、水の公園
- 第5区 - モスクワ・エキスポセンター
- 第6、7、8区 — セントラル・コア、美術館
- 第9区 — キャピタル・シティ
- 第10区 — ナベレジナヤ・タワー
- 第11区 — IQクオーター、交通ターミナル、駅、
- 第12区 — ユーラシア・タワー
- 第13区 — フェデレーション・タワー
- 第14区 — マーキュリー・シティー・タワー
- 第15区 — グランド・タワー（もとは市庁舎・市議会ビルのための用地）
- 第16区 — OKO
- 第17、18区 — ネヴァ・タワー（計画時の名称・Renaissance Moscow Towers、もとはロシア・タワーのための用地）
- 第19区 — 北タワー
- 第20区 — 展示場、オフィス

## 主な施設・ビル

### タワー2000

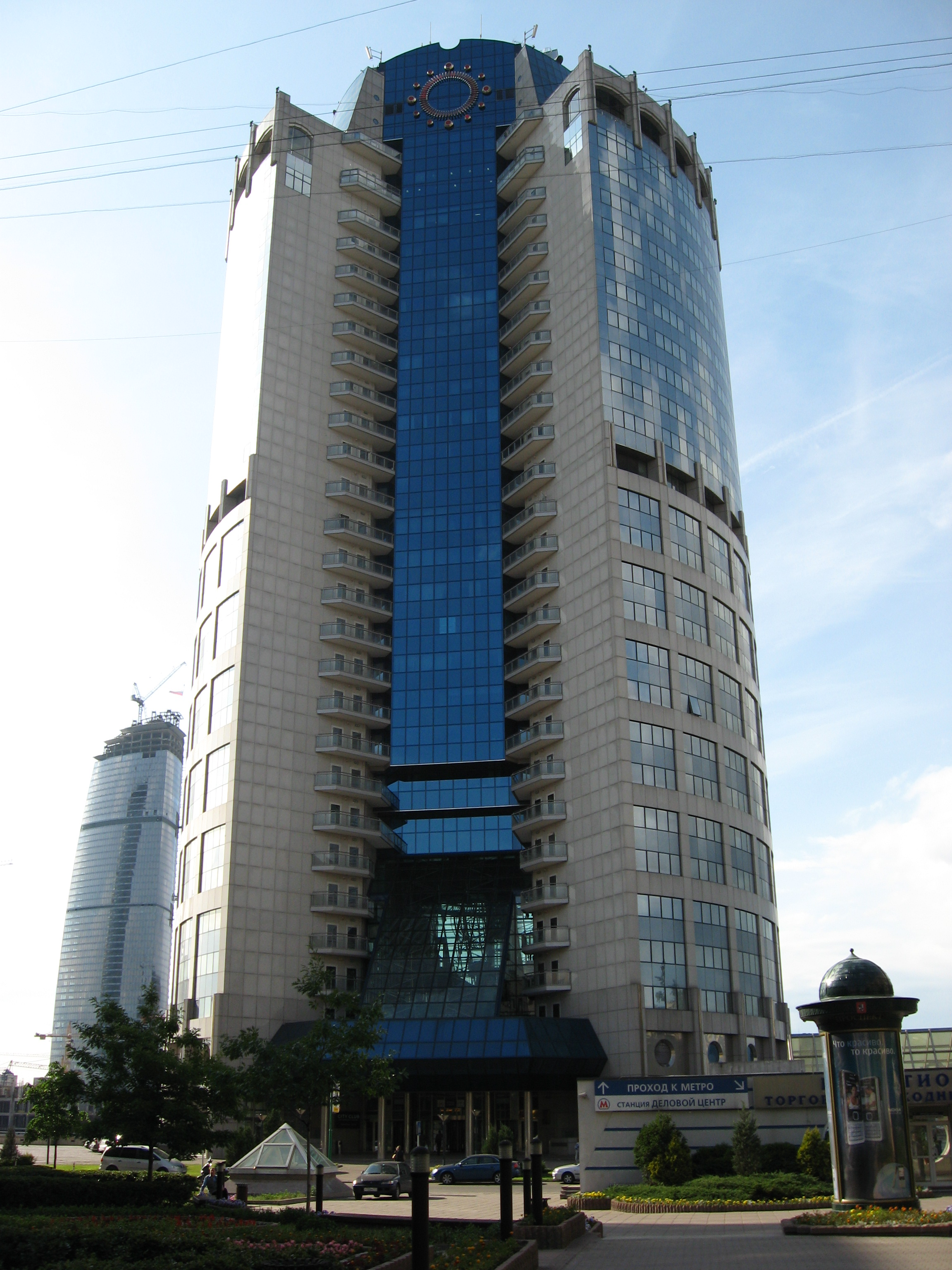
タワー2000

Башня 2000（タワー2000）は、モスクワ川右河畔に建つ34階建てのオフィスビルである。このタワーは、MIBCの開発地域とはモスクワ川をはさんで離れているが、バグラチオン歩道橋によってモスクワ・シティと繋がっている。MIBCの再開発計画中、最初に完成した建造物である。Башня 2000には地下駐車場、レストラン、さまざまな娯楽施設がある。
- 高さ: 104メートル
- 面積: 61,057m2
- 建設工事開始: 1996年12月
- 建設工事完了: 2001年

### ワン・タワー
ワン・タワー（One Tower）は第1区に建設中の超高層ビル。101階建て、高さ403.9mで、モスクワで一番高く、ロシアではラフタ・センターに次ぐ第2位の高さになる予定。高層部は住宅が占める。
- 高さ: 403.9メートル
- 階数: 101階
- 着工: 2019年
- 完了予定: 2030年

### エヴォリューション・タワー

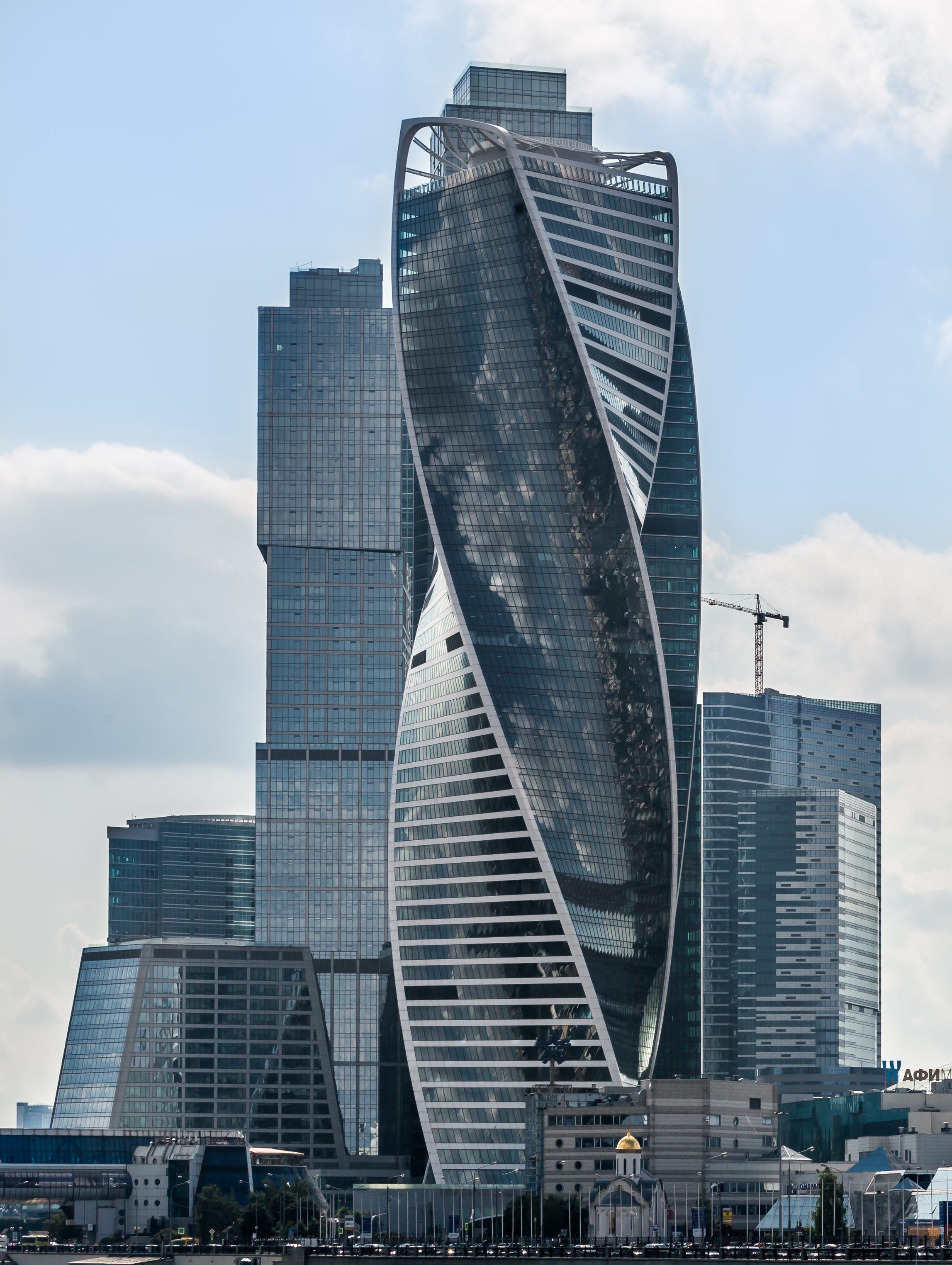

エヴォリューション・タワーは、第2区および第3区に建設された。当初は結婚宮殿タワーと称される、モスクワ最大の結婚式場複合体を中心とした超高層ビルが予定されていたが、2008年の金融危機で凍結。その後この区画を取得した投資家は結婚式場ではなくオフィスビルにすることを計画することにし、二重らせん形状の設計案が立てられた。
- 高さ: 255メートル　sky level;
- 階数: 53 sky crown
- オフィス面積: 81,057m2
- 総面積: 169,000m2
- 着工: 2011年5月
- 完了: 2014年9月

### インペリア・タワー

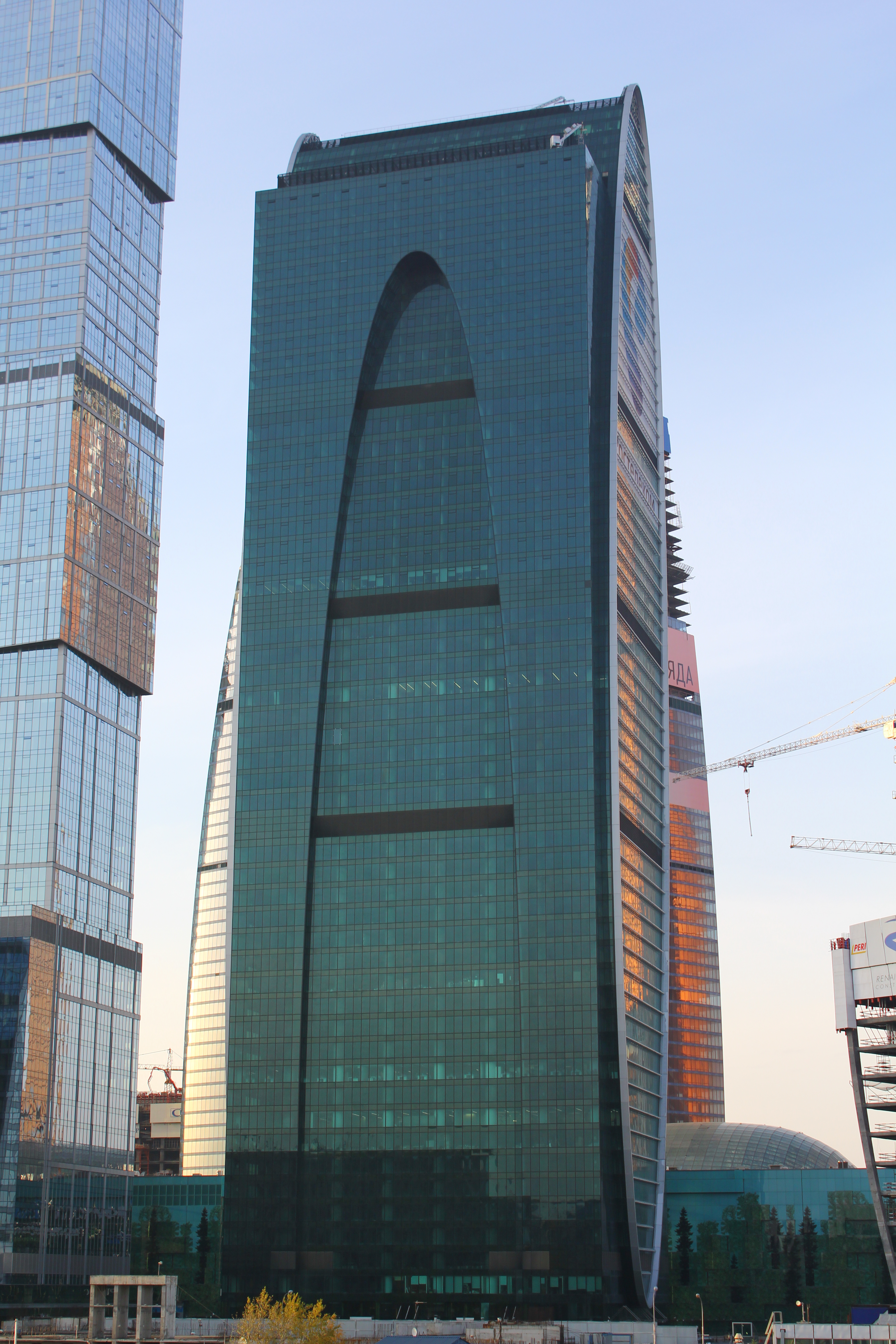
インペリア・タワー

インペリア・タワーは第4区に設けられ、60階建てのビルAと「水の公園」（アクアパーク）のあるビルBからなる。ビルAはオフィス、マンション、高級ホテルを備える。「水の公園」は回遊プールを中心に年中無休のショッピングセンター、レストラン、カフェなど多機能複合娯楽施設や5つ星クラスのホテルを含む、モスクワ・シティにおける娯楽の中心を担う地区である。
ビルA
- 総面積: 70,1102
- 階数: 60階

ビルB（水の公園）
- 総面積: 34,8922
- 階数: 60階

### セントラル・コア

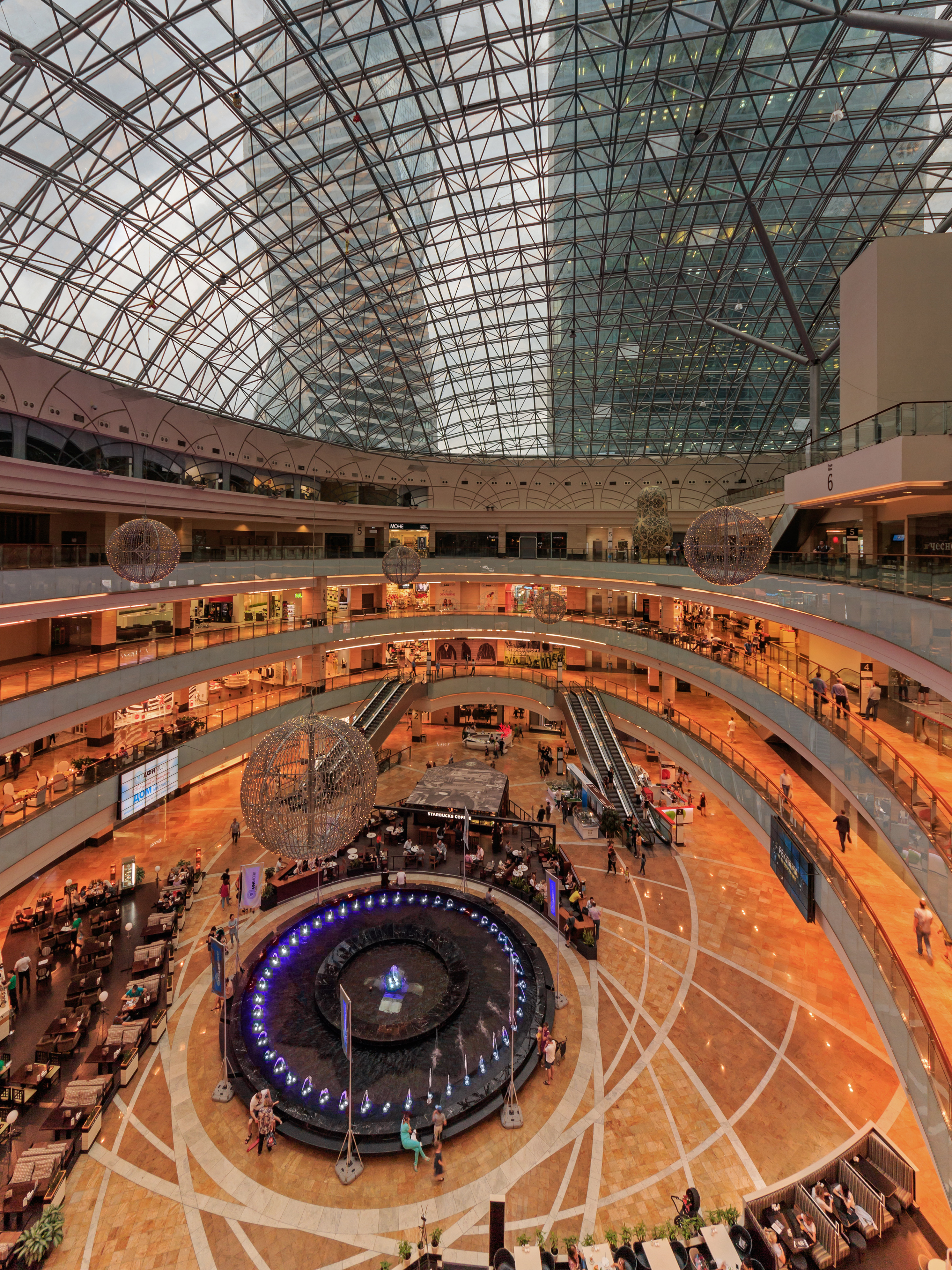
セントラルコアのショッピングモールのアトリウム

MIBC中、最大のコンプレックスのひとつで、第6、7、8区にまたがる。地下には地下鉄駅および大駐車場が建設される。
地上は3つに分かれている。8a区には超高級ホテルが作られ、アパート、レストラン、テラスなども設けられる。8b区および第7区には商業・娯楽施設が作られ、それぞれが四季を代表する4つの区画が設けられ、小売店、レストラン、美術館、娯楽施設、公園、スケートリンクなどが入居する。第6区には6,000人収容の映画館・劇場が設けられる。
- 総面積: 450,000m2
- 着工: 2005年1月
- 完了予定: 2009年3月
- 総費用 30億ドル

### キャピタル・シティ
モスクワ・タワーとサンクトペテルブルクを象徴するビルからなるオフィス・コンプレックス。第9区に建設中。なお、ロシア語のГород Столицは、直訳すると「首都の町」なので英語の名称よりはロシア語のゴロド・ストレイツの方が妥当かも知れない。
- 総面積: 288,680m2
- 高さ: モスクワ・タワー274m（73階）、サンクトペテルブルク・タワー235m（62階）
- 総費用: 450億ドル
- 完成 2009年

### ナベレジナヤ・タワー

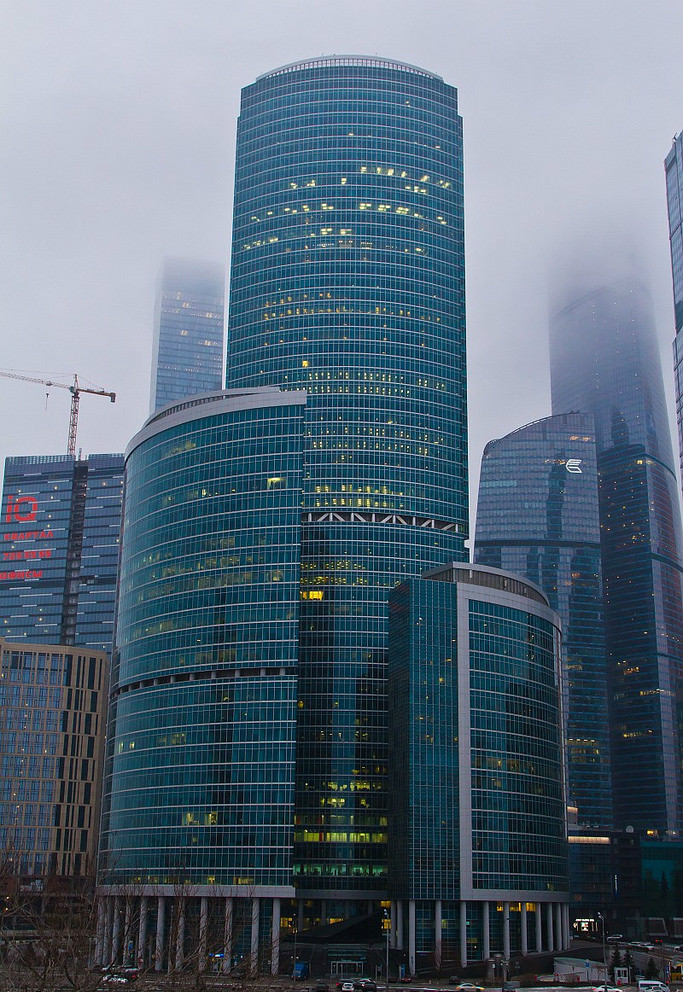
ナベレジナヤ・タワー

ナベレジナヤ・タワー（ロシア語: Башня на Hабережной, 「河岸の塔」）は、モスクワ・シティ第10区に位置する。ナベレジナヤ・タワーの建物は3つのタワービルで構成される。タワーA（17階建て）は2004年に完成した。タワーB（27階建て）は、2005年10月に完成。タワーC（61階建て、268m）は、2007年8月に完成した。
- タワーA: 39,800m2
- タワーB: 53,994m2
- タワーC: 160,200m2
- 建設開始: 2003年10月
- 建設完了 2007年8月
- 総投資額: 200万ドル

### IQクオーター

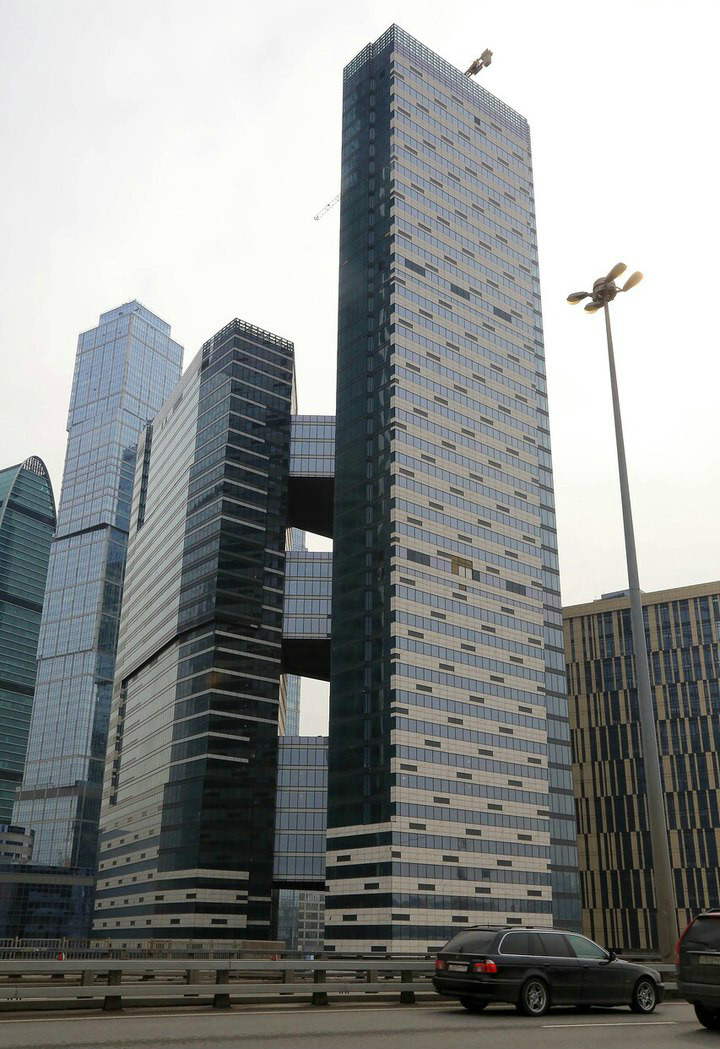
IQクオーター

第11区のIQクオーターは3つのビルからなるコンプレックスで、地下鉄や軽軌道、空港バス、その他の公共輸送機関を結ぶ交通ターミナル機能を持つ。オフィス、ホテル、病院、駐車場などが設けられている。
- タワー1: 22階 - 85m
- タワー2: 33階 - 135m
- タワー3: 42階 - 169m
- 総面積: 22万8,000m2
- 着工: 2008年
- 完成: 2016年

### ユーラシア・タワー

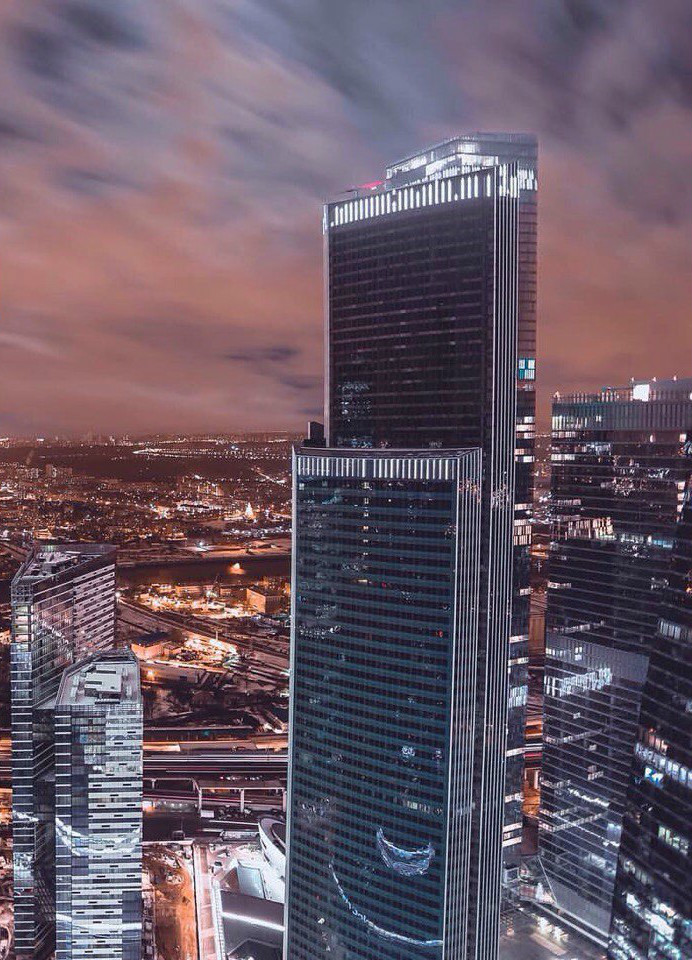
ユーラシア・タワー

第12区には2014年に高さ309m（72階）の超高層ビル、ユーラシア・タワーが建設された。業務、コンドミニアム、カジノその他の娯楽施設の複合施設となっている。
- 階数: 72
- 高さ: 309m
- 総投資額: 250万ドル
- 総面積: 207,542m2

### フェデレーション・タワー

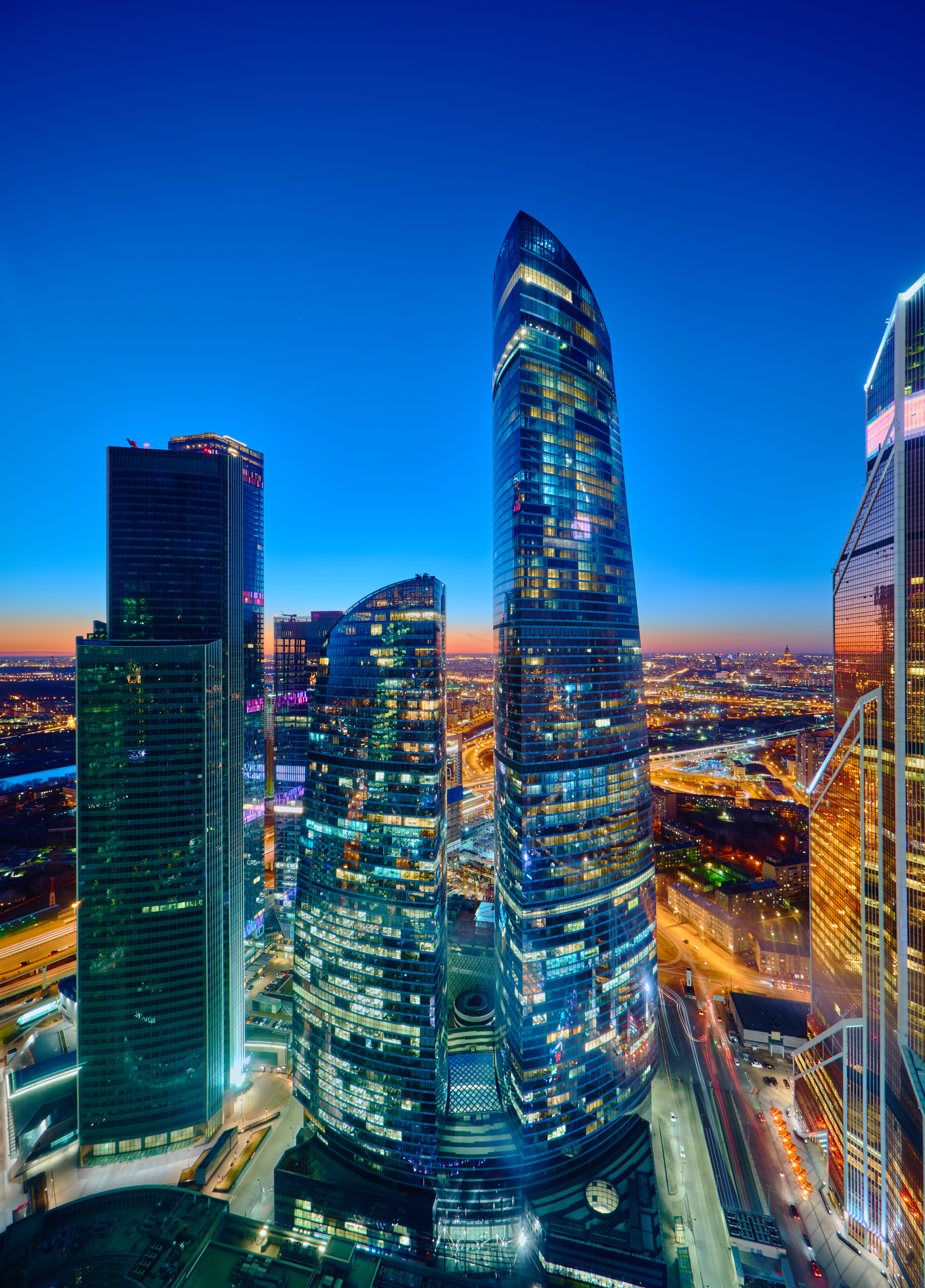
フェデレーション・タワー

第13区のフェデレーション・タワー（「連邦」タワー）は、完成時はロシアで最も高い高層建築だった。
- イーストタワー : 97階 - 374m - 2017年完成
- ウエストタワー : 63階 - 242m - 2008年完成

### マーキュリー・シティ・タワー

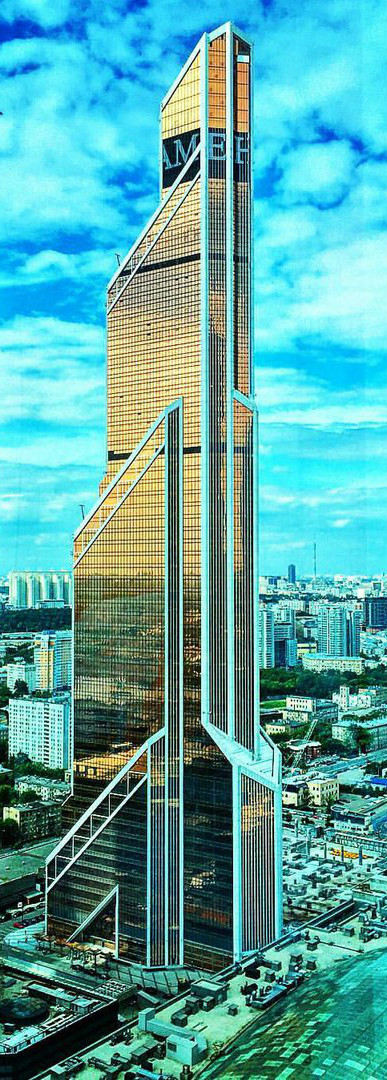
マーキュリー・シティ・タワー

第14区には、マーキュリー・シティ・タワーが建設された。2009年建設開始。2013年完成。
高さ338m、75階建て。

### OKO

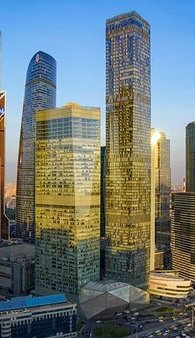
OKO

第16区には、OKOが建設された。2011年建設開始。2016年完成。
- ノースタワー : 85階 - 	354.1m - タワーマンション。2015年完成
- サウスタワー : 49階 - 245m - オフィス棟。2015年完成

### ネヴァ・タワーズ

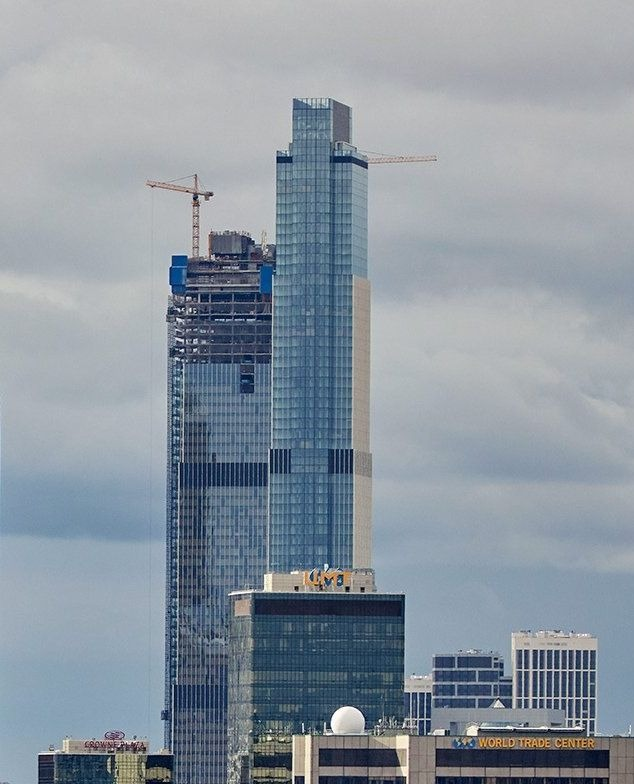
ネヴァ・タワー

第17・18区にはツイン・タワーであるネヴァ・タワーズが建つ。計画時の名称はルネサンス・モスクワ・タワーズ。2013年建設開始。2020年完成予定。もとは、後述の「ロシア・タワー」のための場所だった。
- タワー1: 69階 - 302m
- タワー2: 79階 - 345m
- 総投資額: 10億ドル
- 総面積: 34万9,232m2
- 着工: 2013年
- 完成: 2020年

### 北タワー

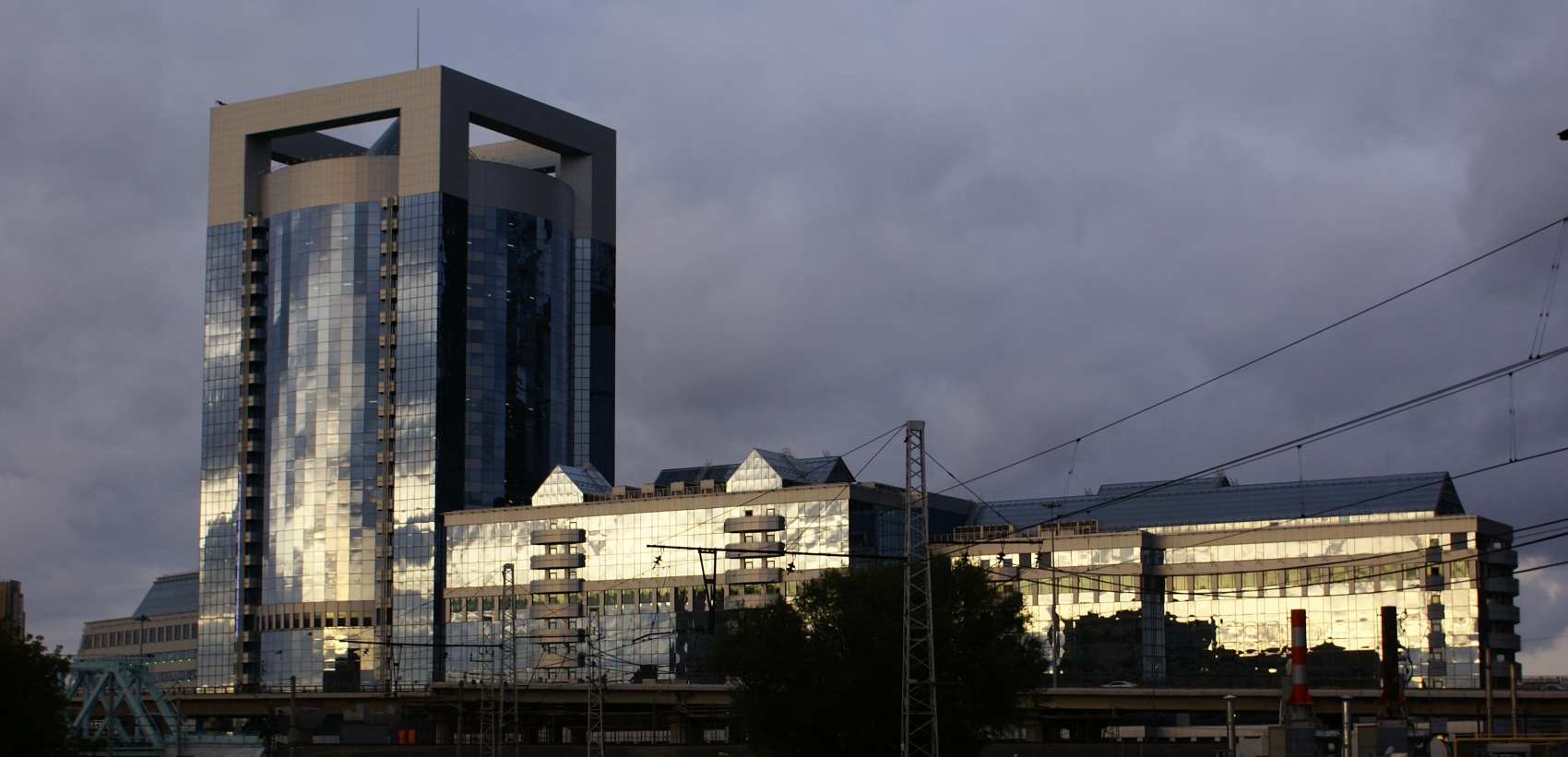
北タワー

第19区の北タワーは、オフィス棟、コンサートホール、フィットネスクラブ、レストラン、カフェ、病院、駐車場の複合体である。
- 総面積: 73,800m2
- 高さ: 108m
- 階数: 27階建て
- 建設開始: 2005年
- 完成予定: 2007年

### 実現しなかった計画
第17区および第18区に建設される予定だったロシア・タワーは118階建てで高さ612.2mの超高層ビルであり、完成すればヨーロッパでは最高、世界でもドバイのブルジュ・ハリファに次ぎ2番目に高いビルとなるはずであった。2007年9月に着工し、2011年の完成を予定していた。設計者はノーマン・フォスター。
設計段階では延床面積は520,000平方mに及ぶが、そのうち38%の20万平方mは地下に作られる。タワーには101基のエレベーターが、地下には3,680台収容の駐車場とショッピングセンターが設けられる。タワーの下の方にはオフィスや大会議場、ホテルが入居し、上層階には住宅が入る。ビルで働く最大人数は3万人を計画していた。
しかし金融危機のため2008年11月に工事が中断され、2009年6月に計画は解消された。
なお、ロシア・タワーの建築予定地だった第17/第18区にはネヴァ・タワーズ（旧称ルネサンス・モスクワ・タワーズ）というツインタワーが建てられた。
第15区に建設される予定だった市庁舎および市議会ビルも金融危機のため着工されることなく中止となった。これはモスクワ市内の多数のビルに入居するモスクワ市役所およびモスクワ市議会（ドゥーマ）を集約する計画であった。元来の計画では70階建てで高さ308.4mの超高層ビルが4つ向かい合わせで建ち、それらの間が低層階から最上階まで多数の連絡橋で結ばれ全体として1つのビルに見えるような形状であり、最上部は連絡橋の真ん中がくぼみ「M」の字のようになる予定であった。
その後は「グランド・タワー」というツインタワー（高さ283.4 m、62階建）が立つ予定だったが、2012年に始まった工事はその後中断が続いている。

## 交通・運輸
モスクワ・シティにおける主要な幹線道路は、環状3号線（Third Ring）と、クツーゾフ元帥大通り （Kutuzovsky Prospekt）である。
地下鉄駅は3駅作ることが計画された。モスクワ地下鉄のフィリョーフスカヤ線を通すことが計画された。2005年デロヴォイ・ツェントル駅（「ビジネスセンター」駅、 Delovoi Tsentr、2009年に隣接した「モスクワ・エキスポセンター」入口前にあるのでブィスタヴァチュナヤ駅（「展示場」駅）と改名）が、2006年延伸する形でメジュナロードナヤ駅（「国際」駅）までが開業した。またモスクワの各空港へつながる高速鉄道のターミナルも計画されている。

## 行政・ビジネス
市庁舎・市議会は、モスクワ市政府からモスクワ・シティに移転する予定である。その他の重要な行政機関や企業については、例えば、グローバル・ハイアット（Global Hyatt Corporation）がモスクワ・シティに土地を購入している。また、モスクワ川には巨大な歩行者専用の橋が開通する。モスクワ・シティ地区は、モスクワとロシアの新たな経済センターとして発展の起爆剤となることが期待される。なお、全体の完成は2020年を予定している。

## 画像

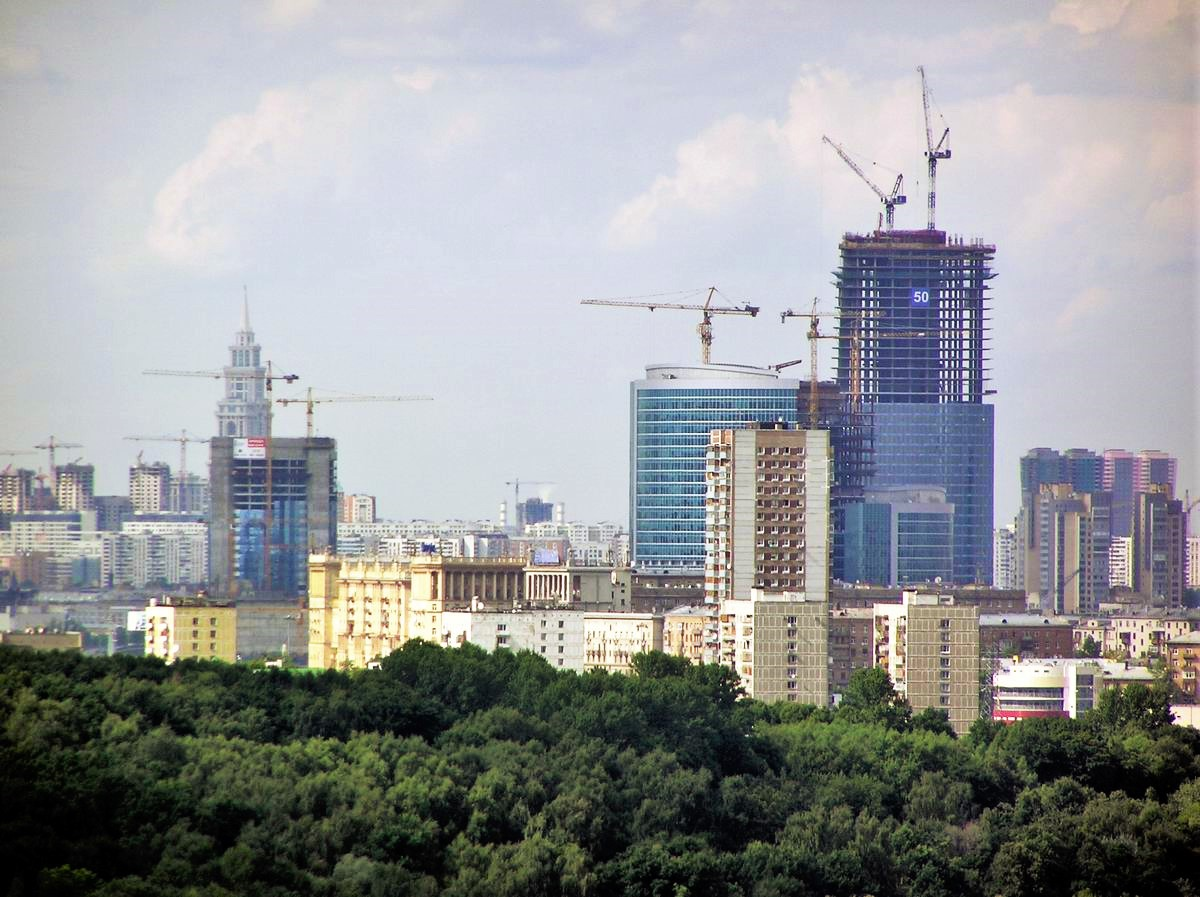
2006年9月
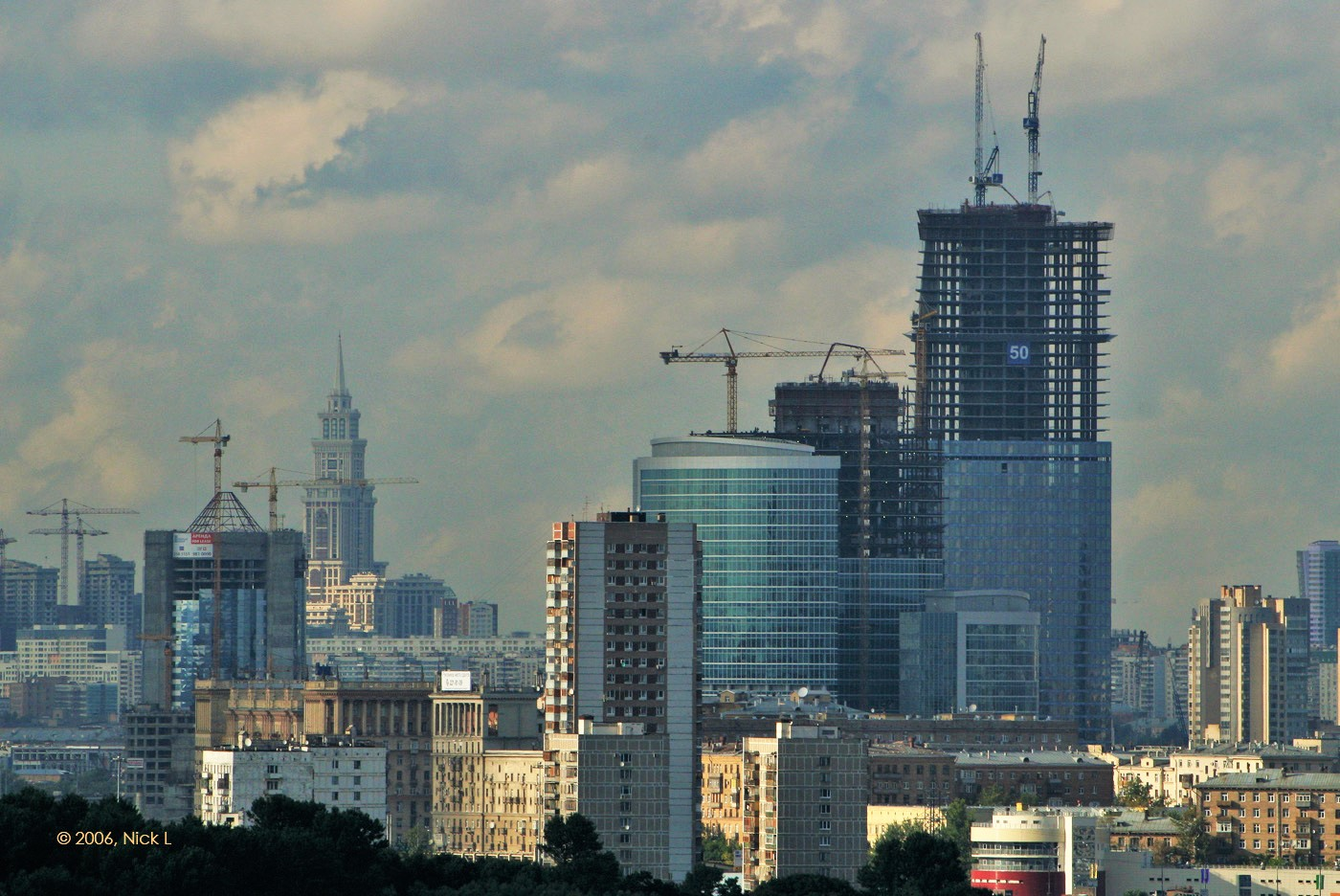
2006年9月5日
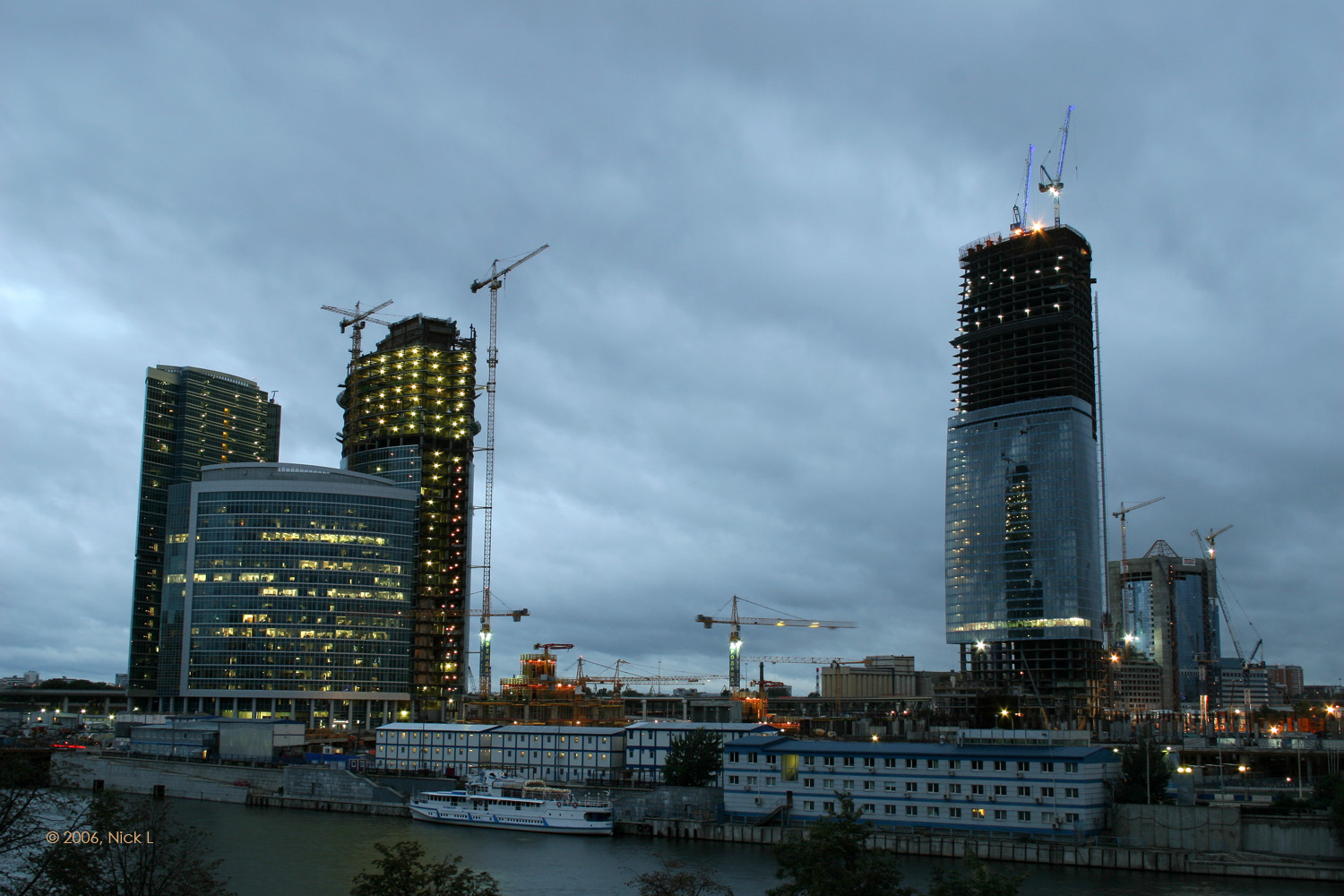
2006年9月11日
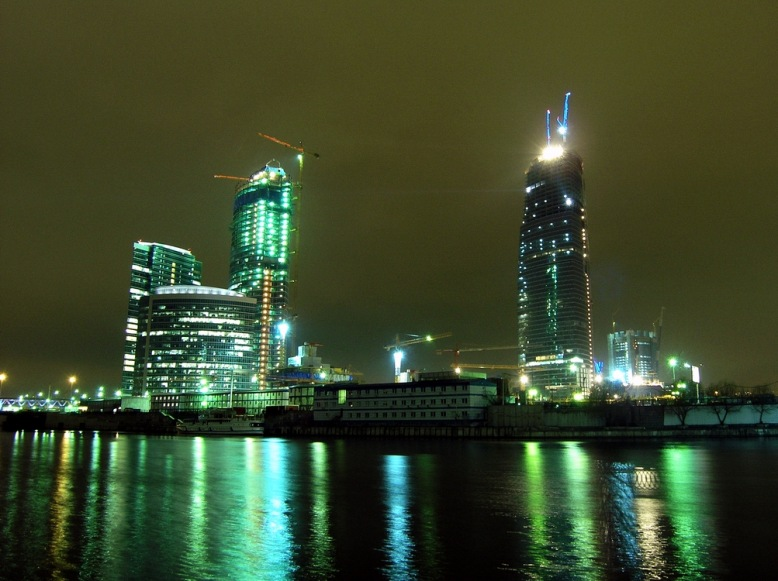
2006年11月12日
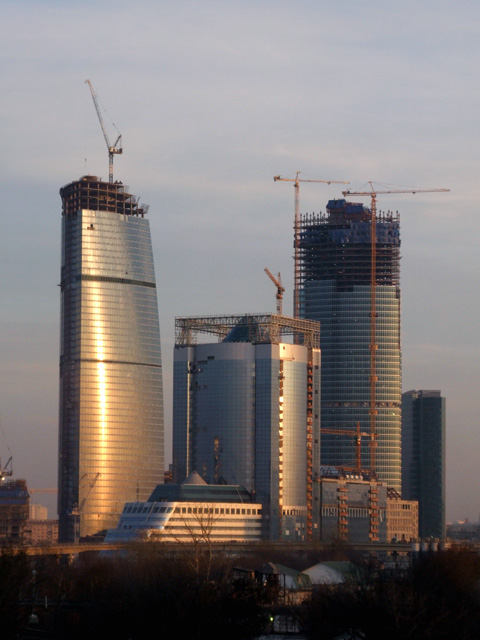
2007年3月15日
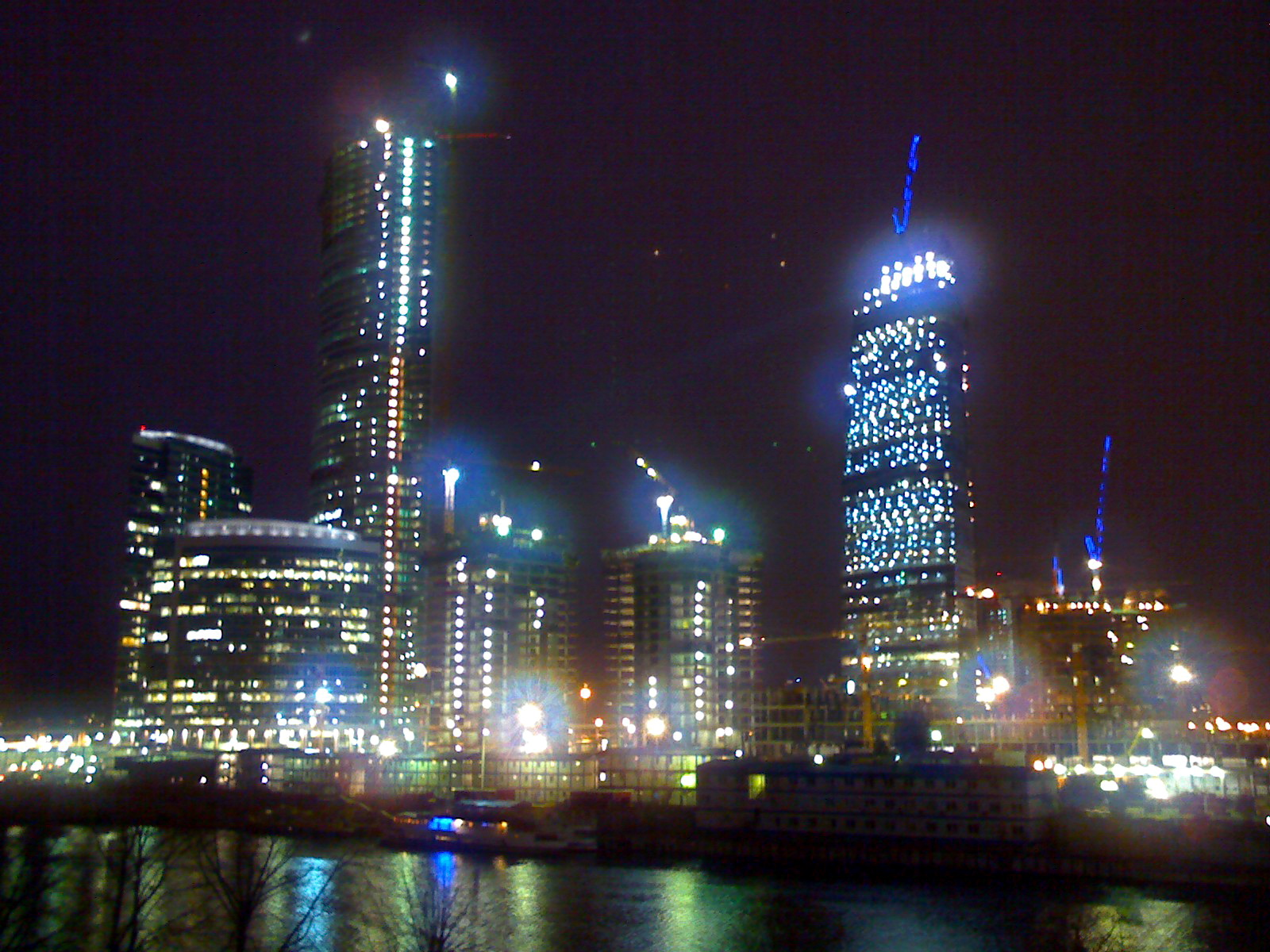
2007年4月20日
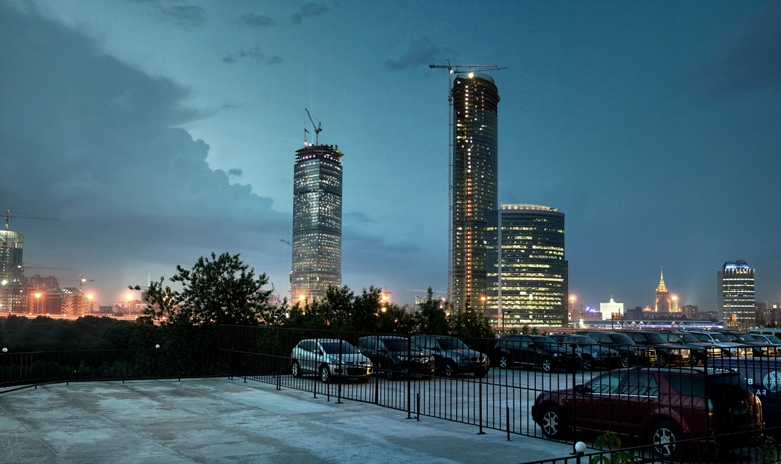
2007年5月
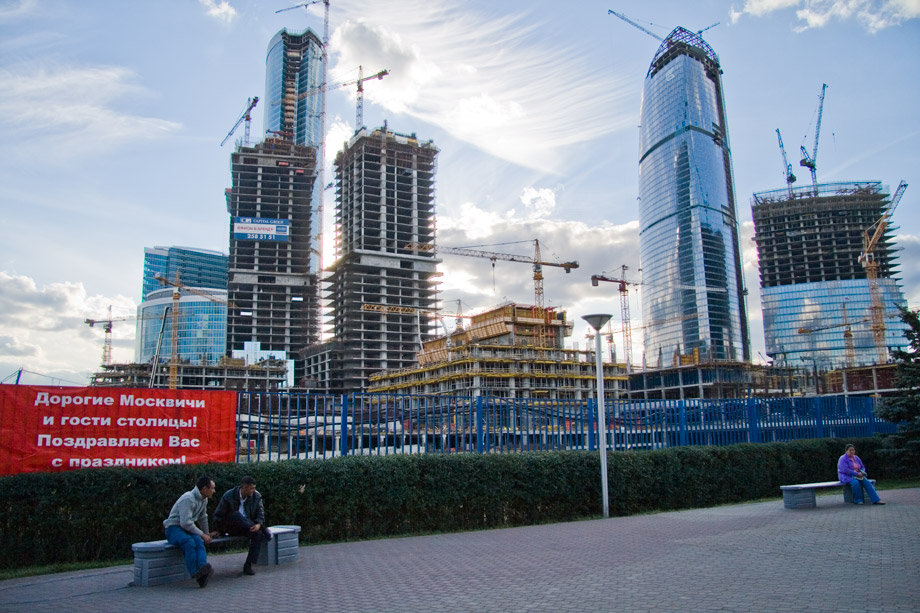
2007年9月2日
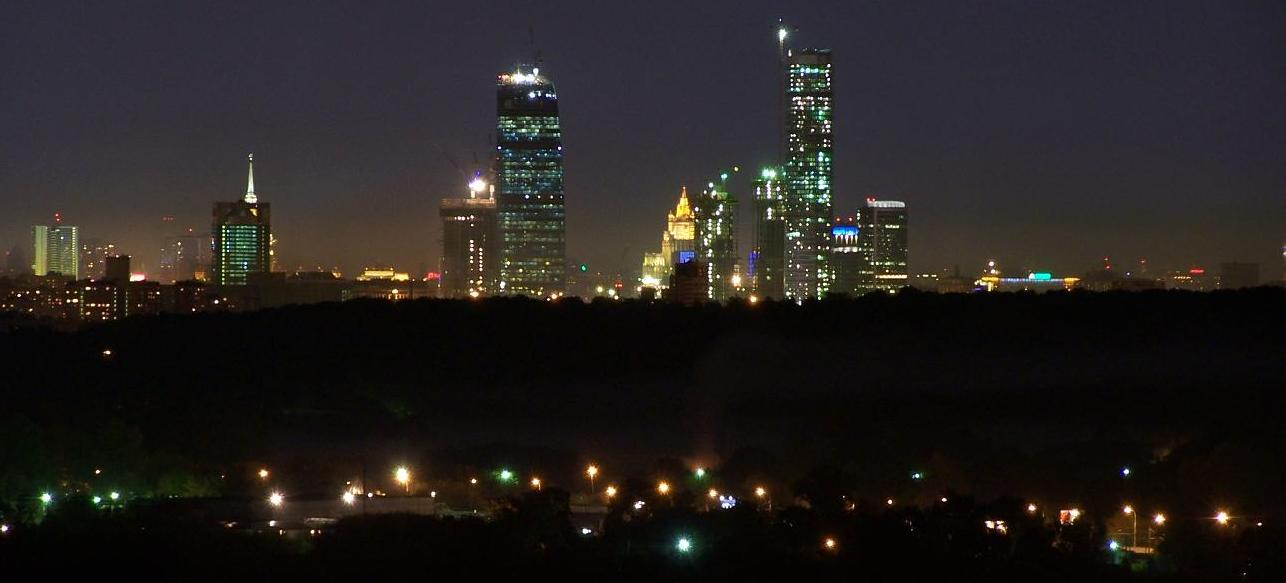
2007年9月23日
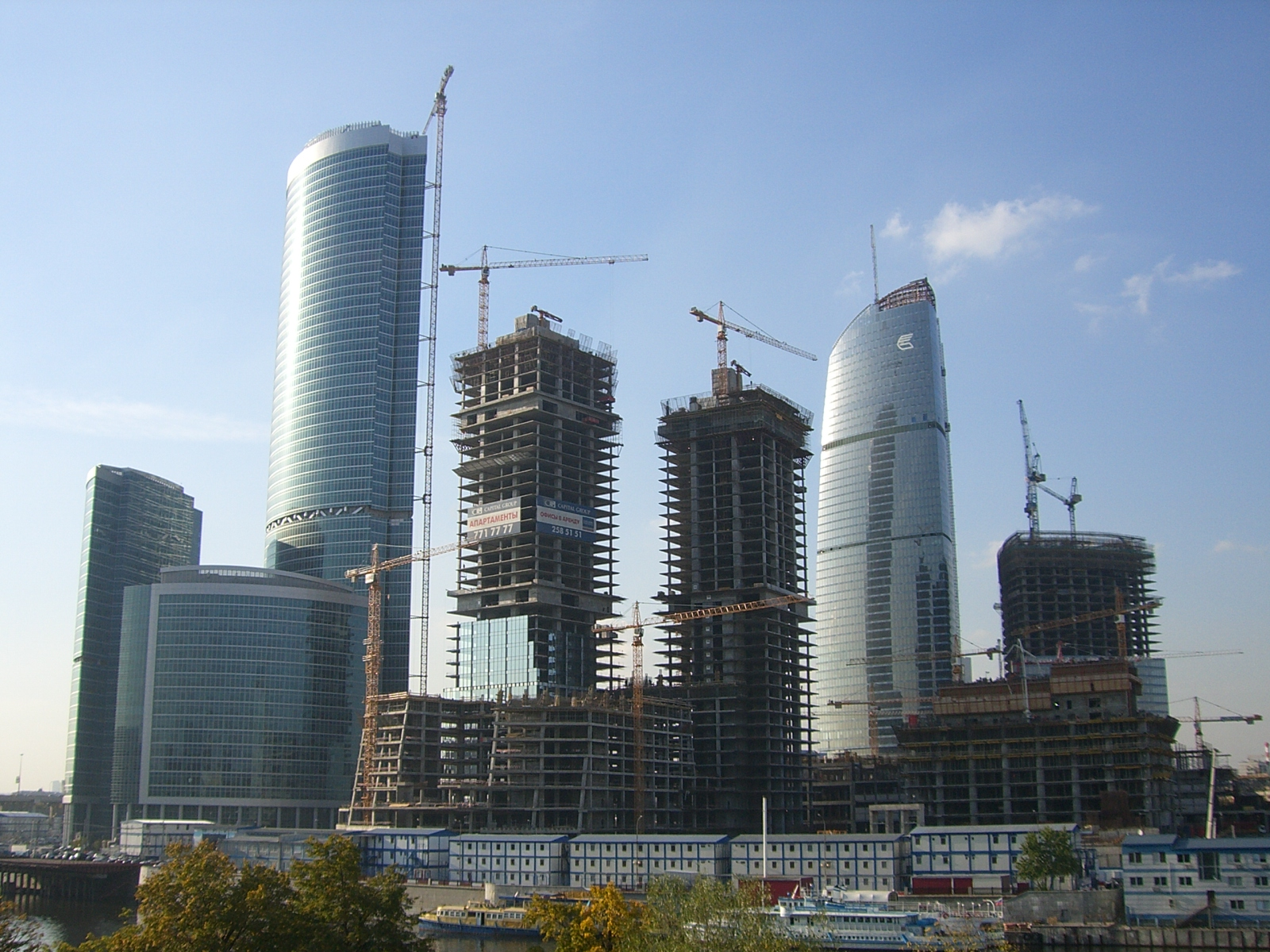
2007年9月24日
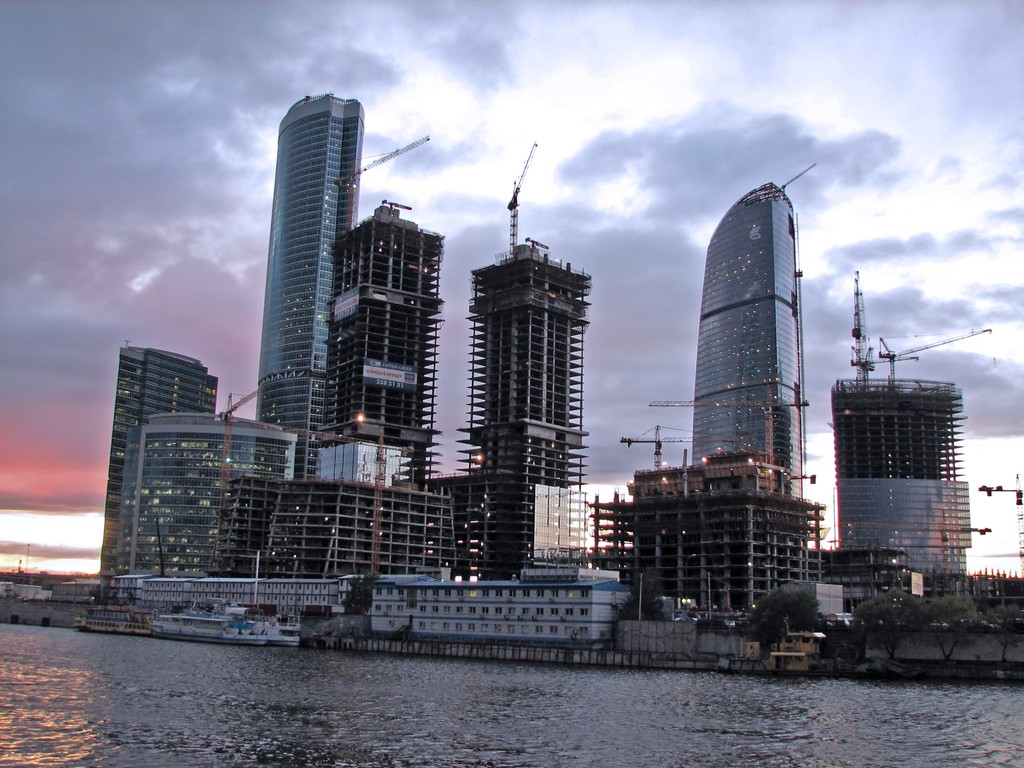
2007年10月
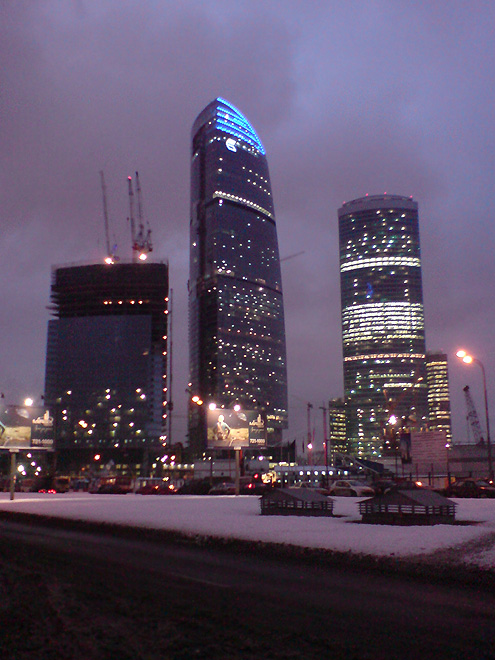
2008年1月23日
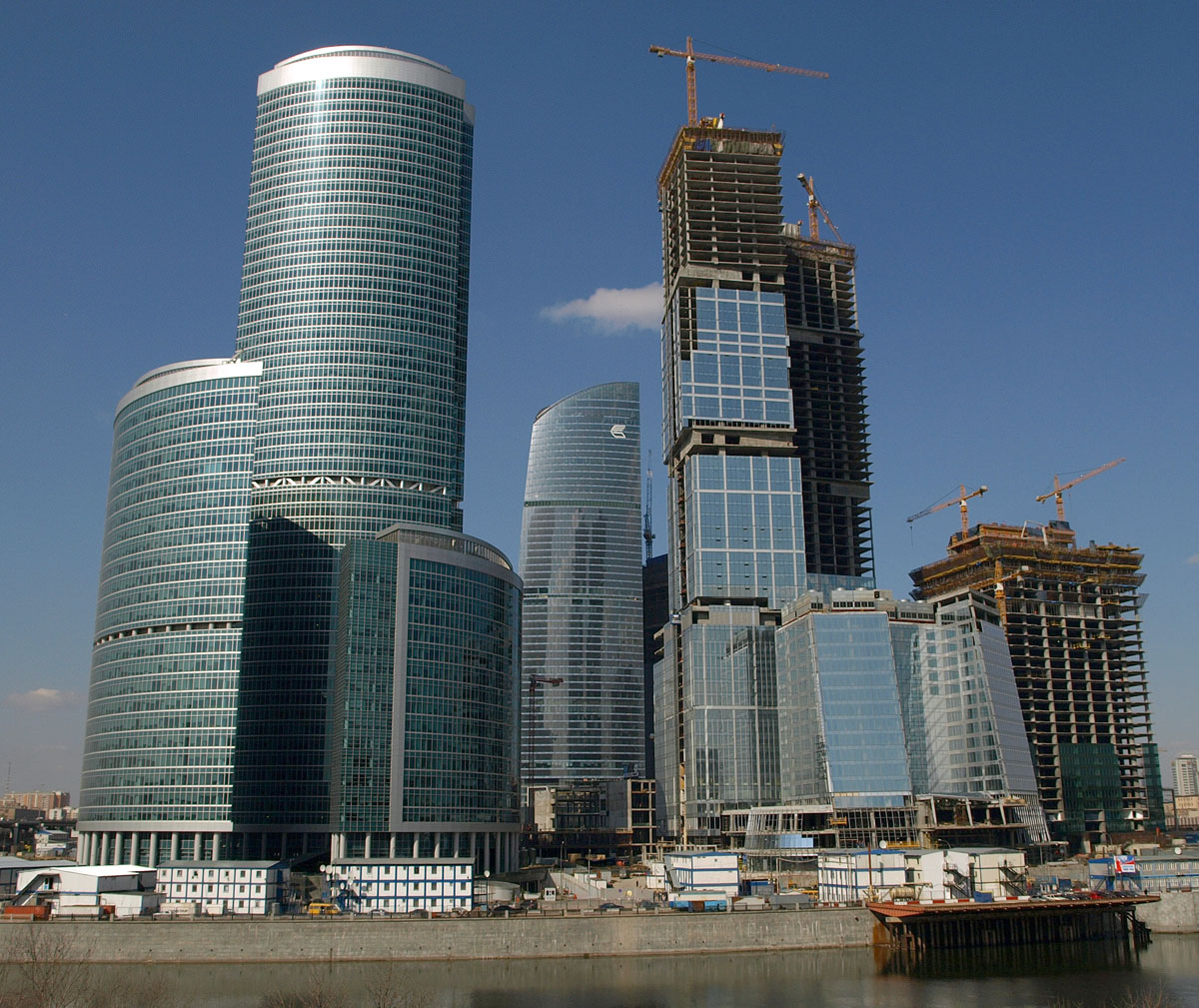
2008年3月30日
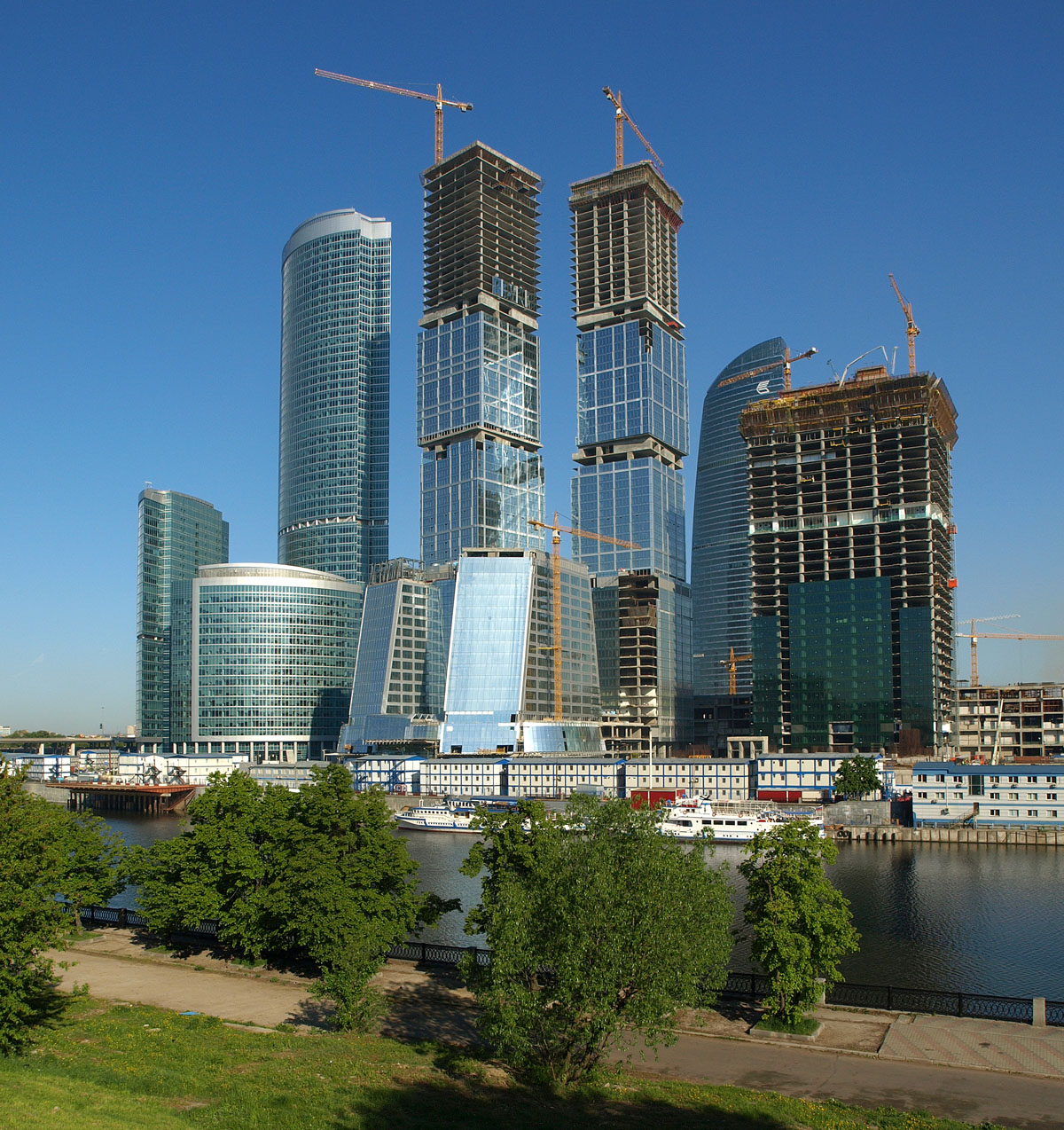
2008年5月16日
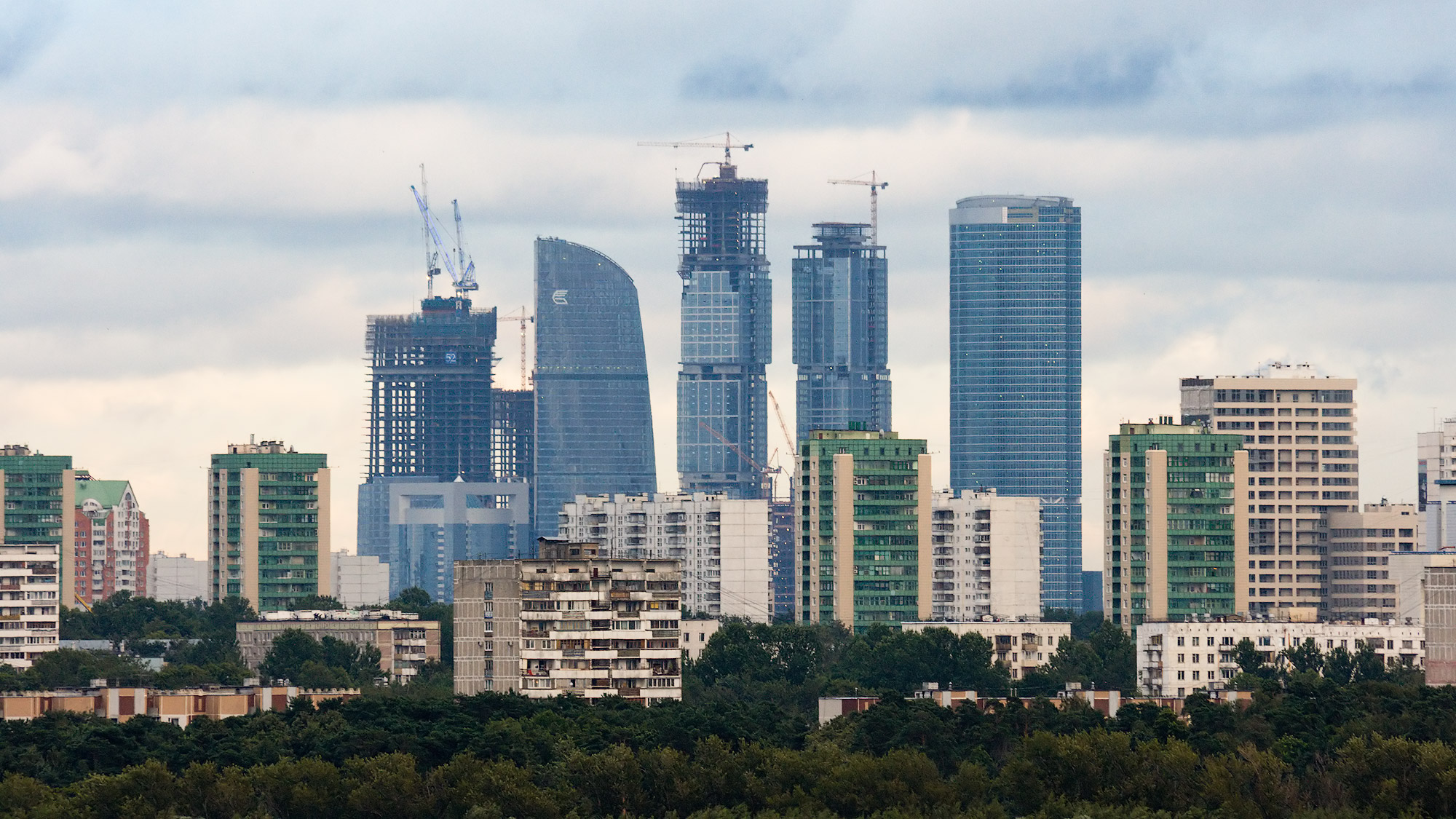
2008年7月
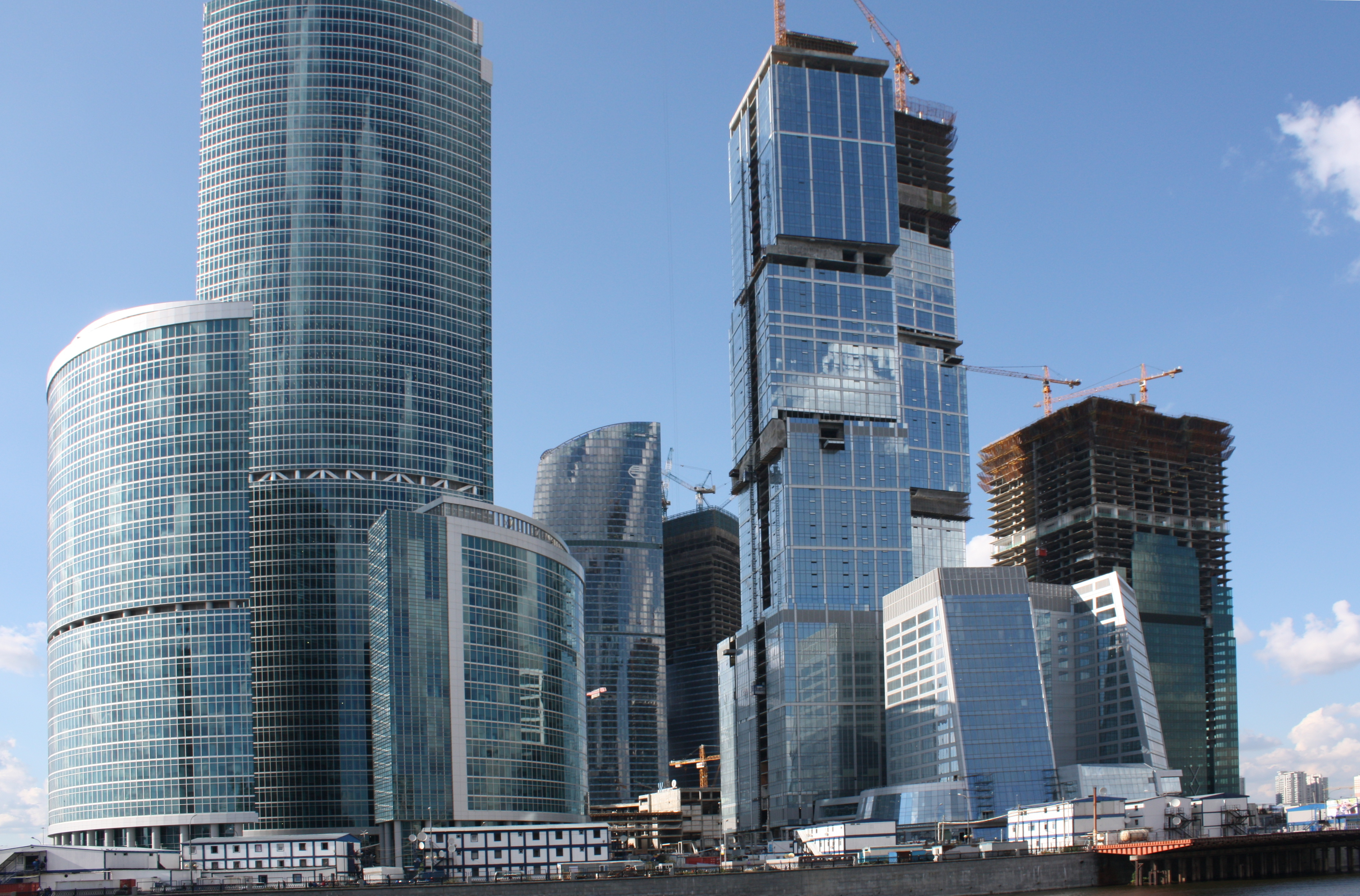
2008年7月21日
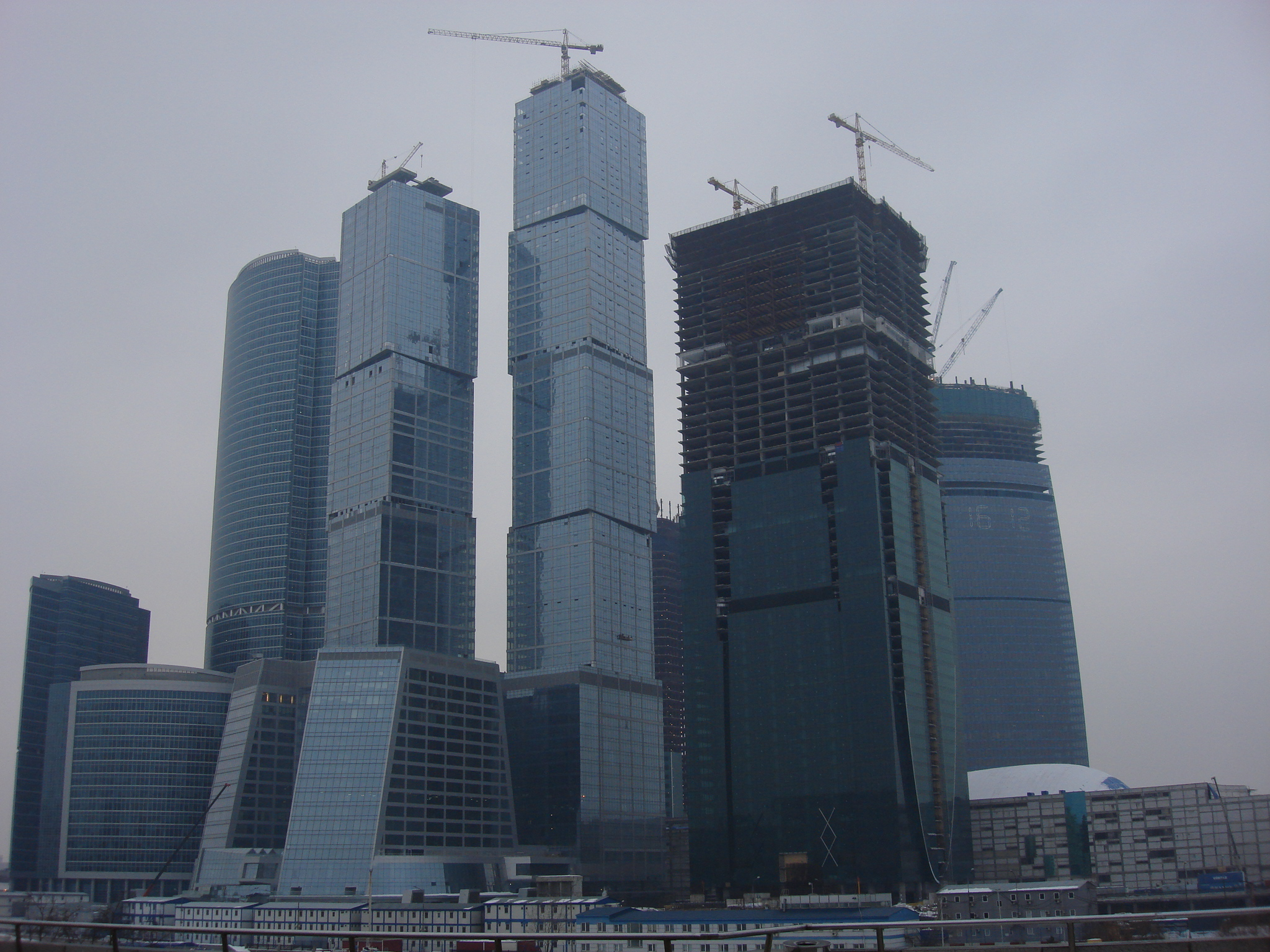
2009年2月28日
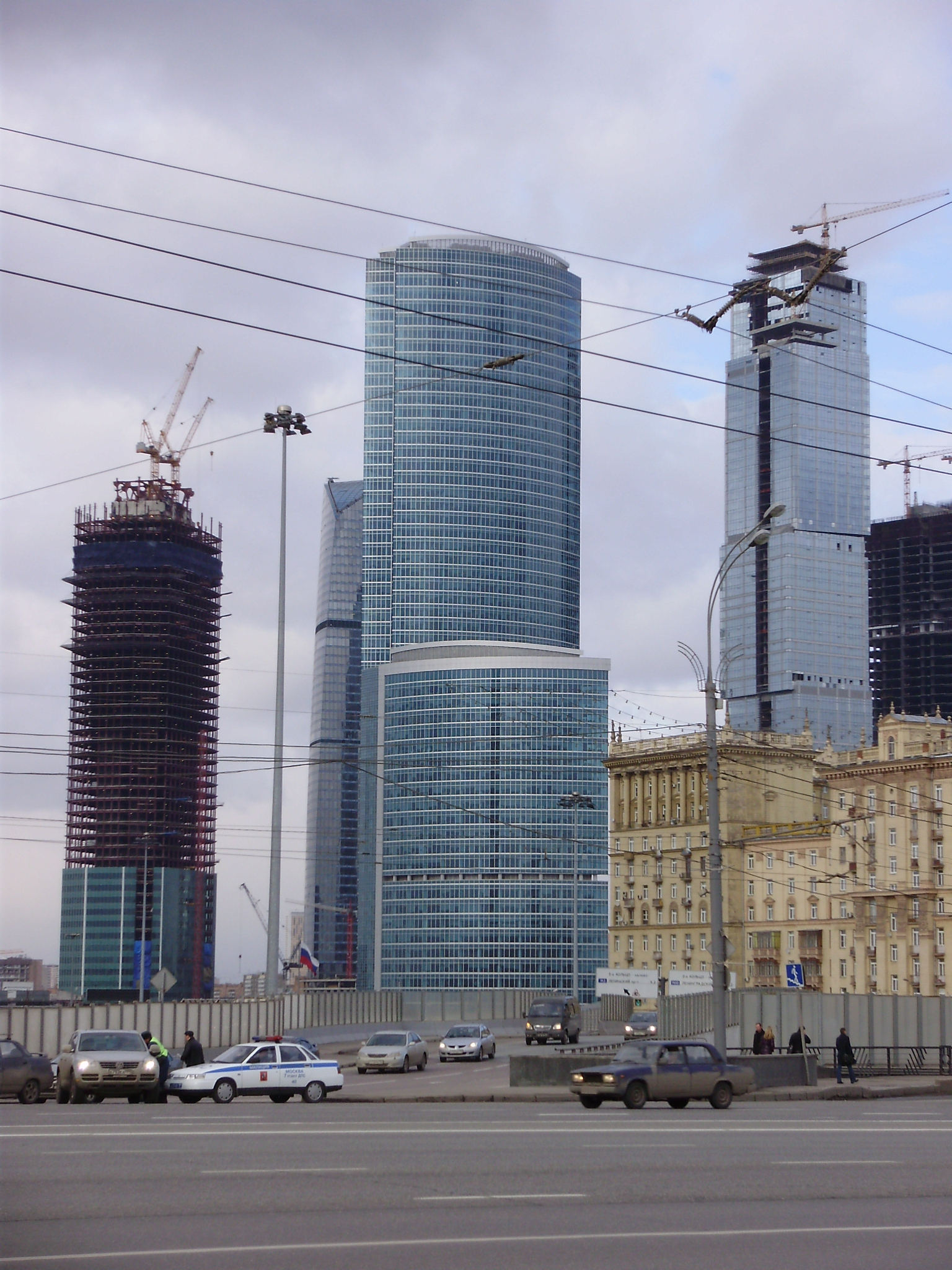
2009年4月2日
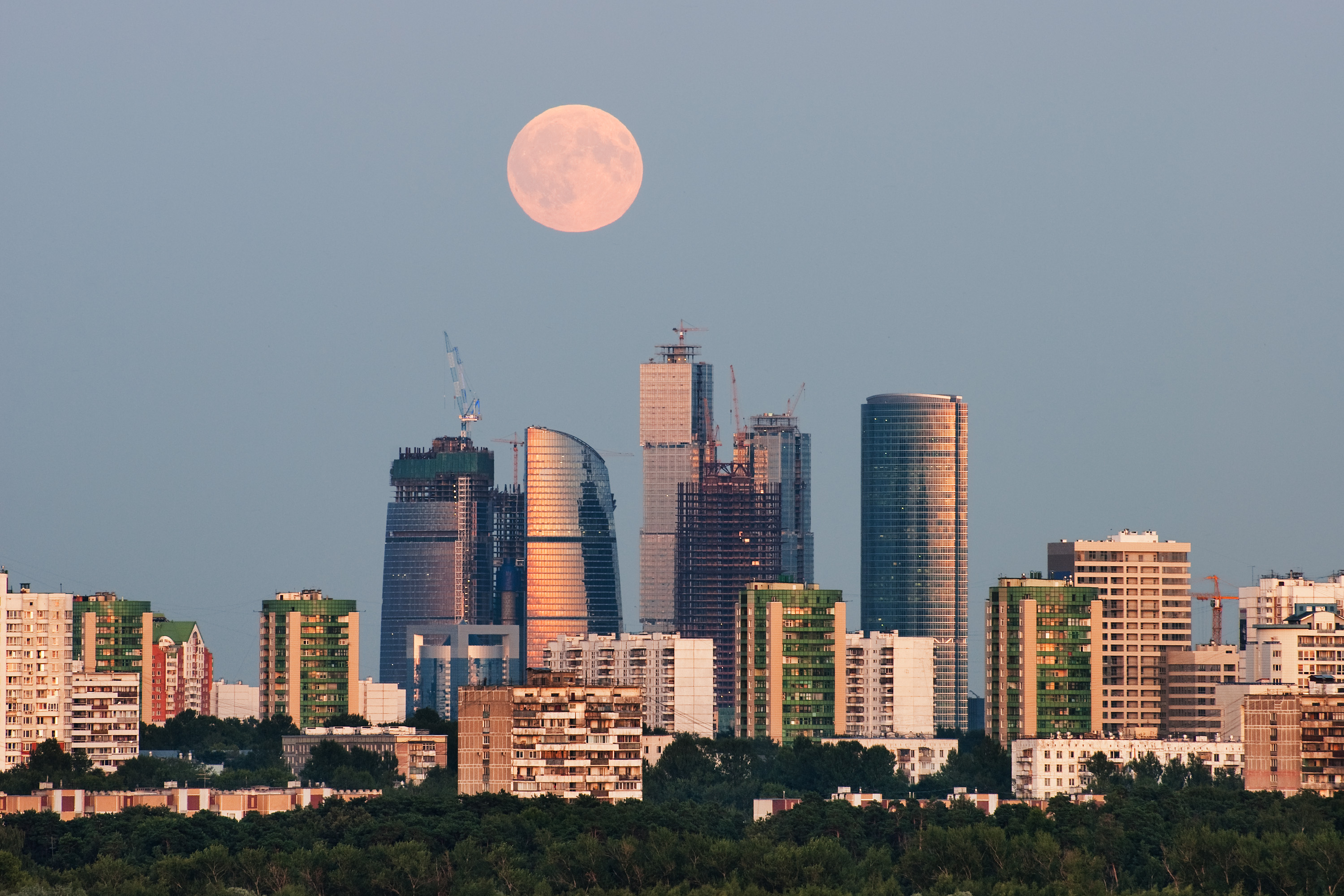
2009年8月5日
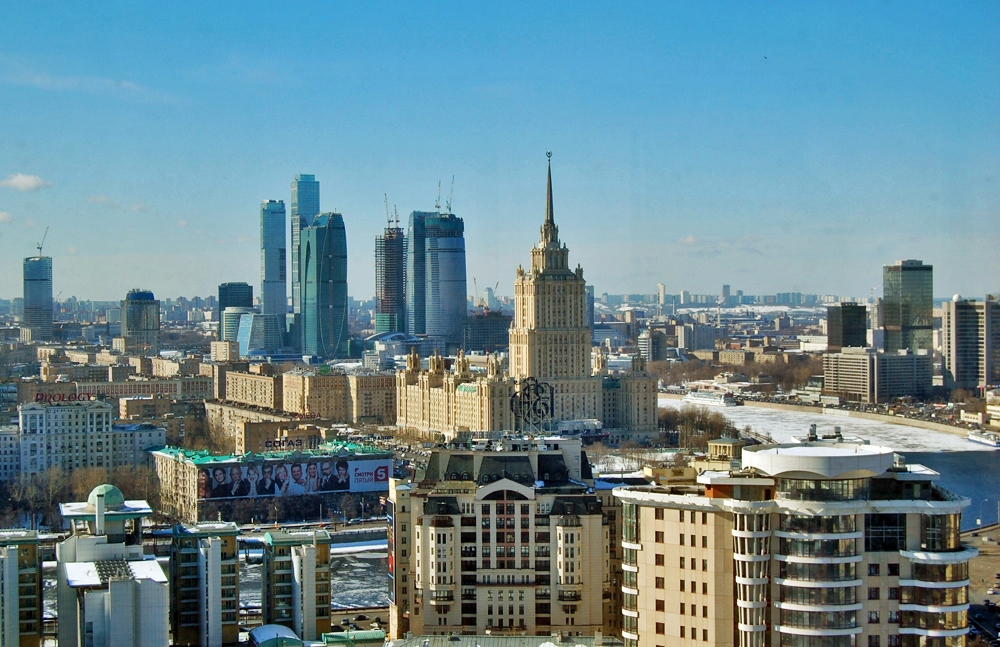
2010年3月10日
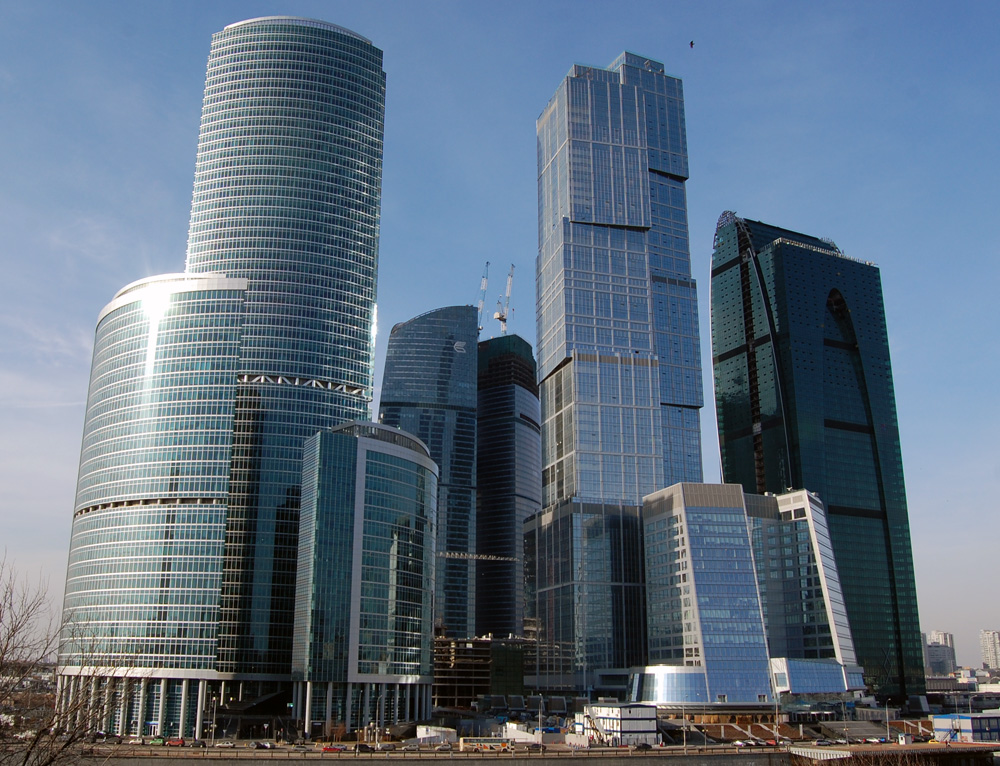
2010年3月28日
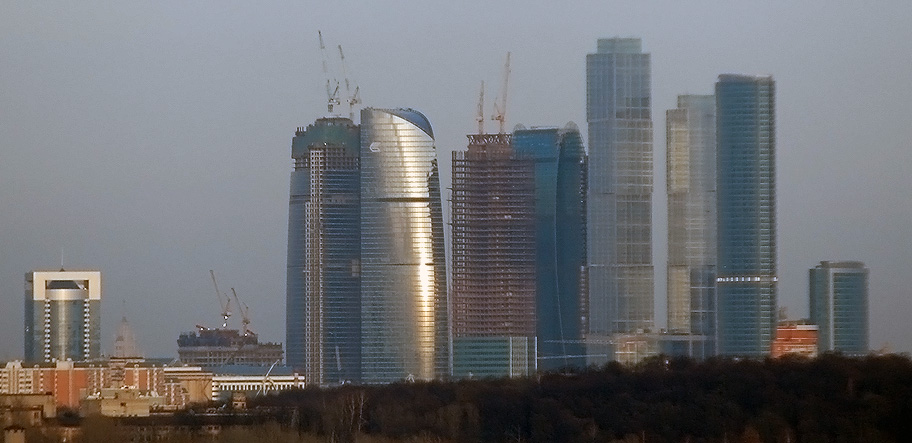
2010年4月2日
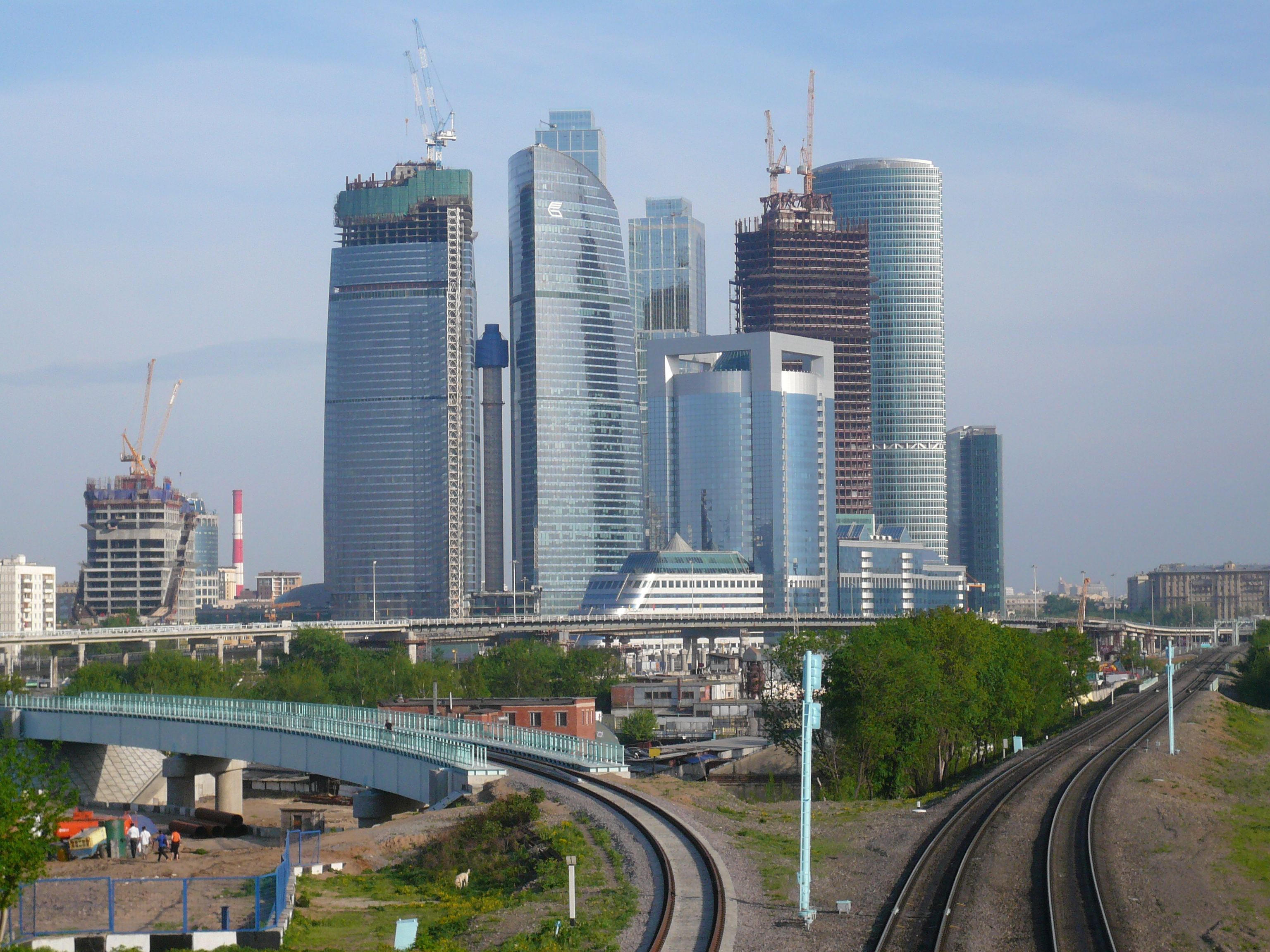
2010年5月9日
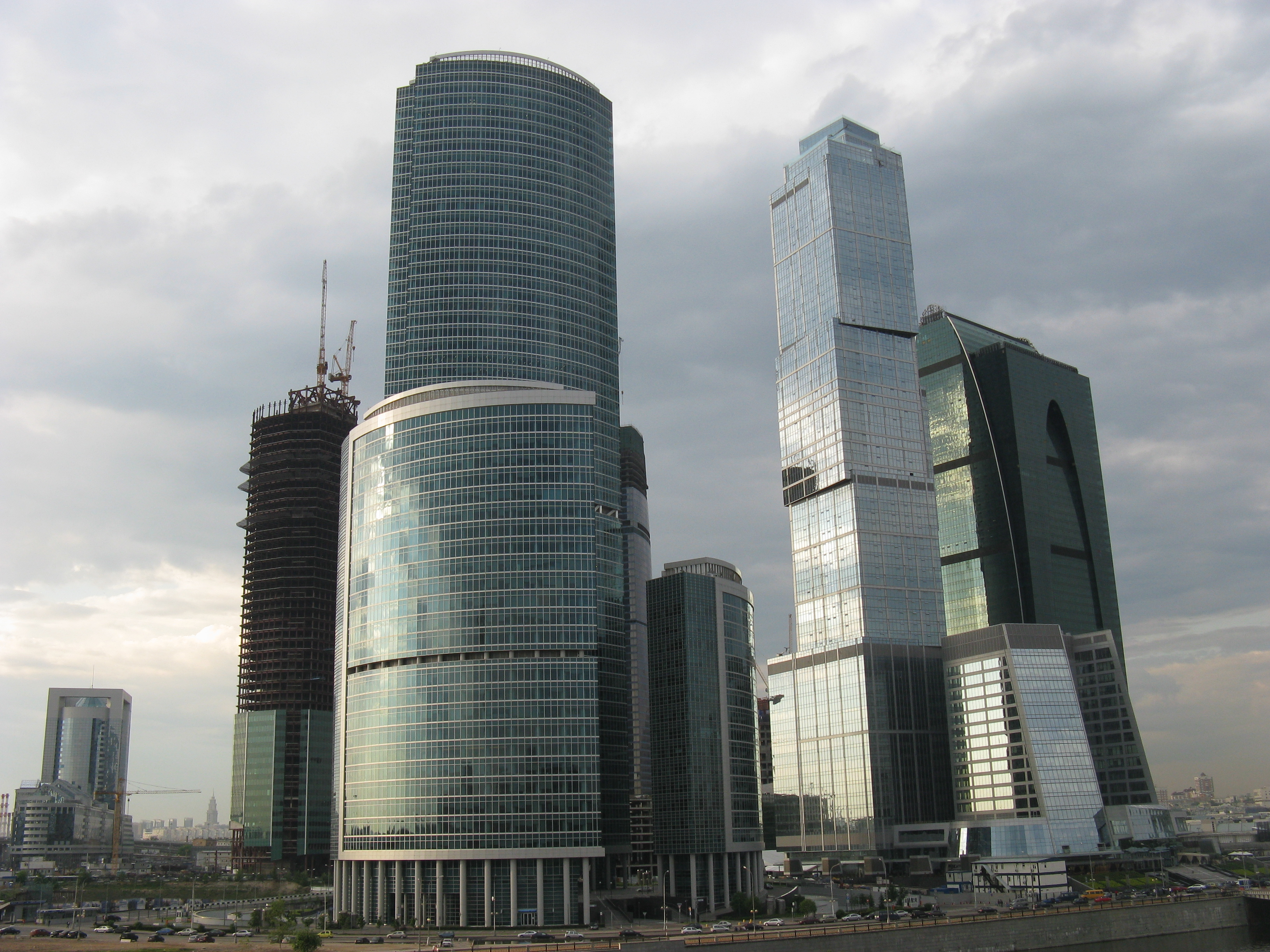
2010年5月22日
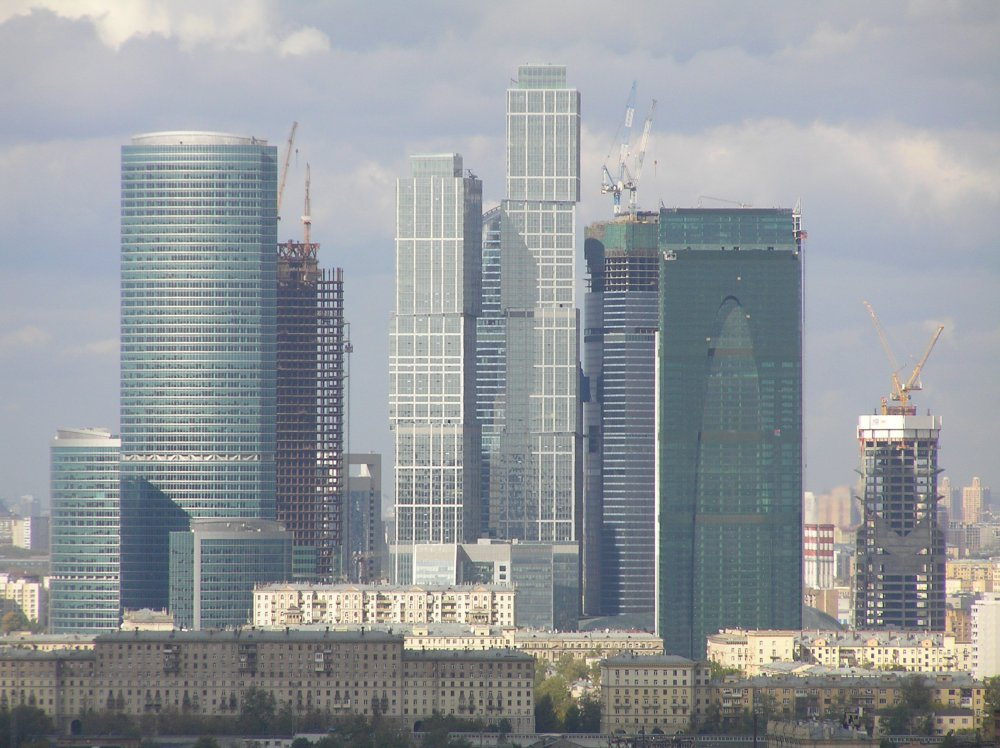
2010年9月20日
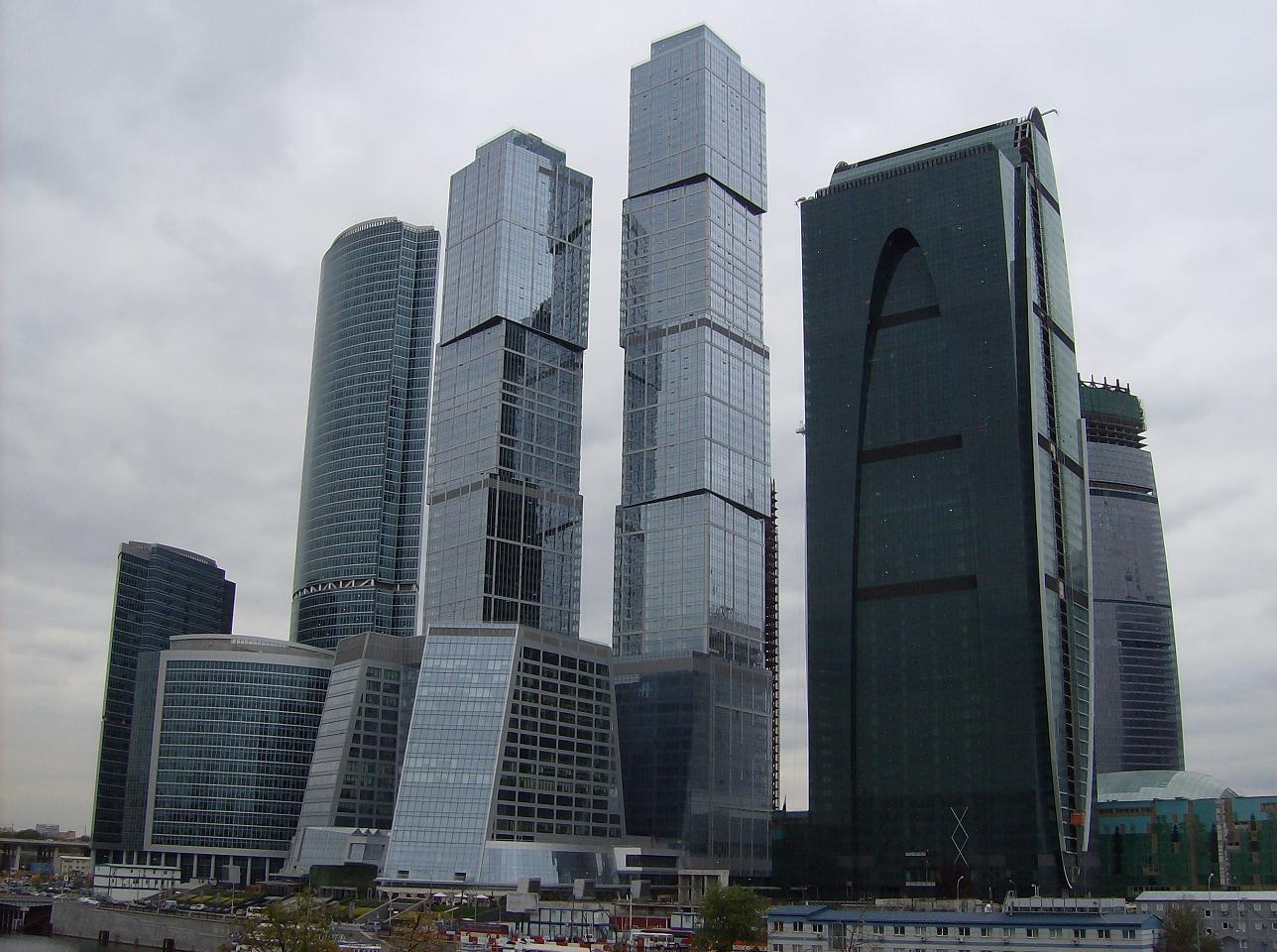
2010年10月3日
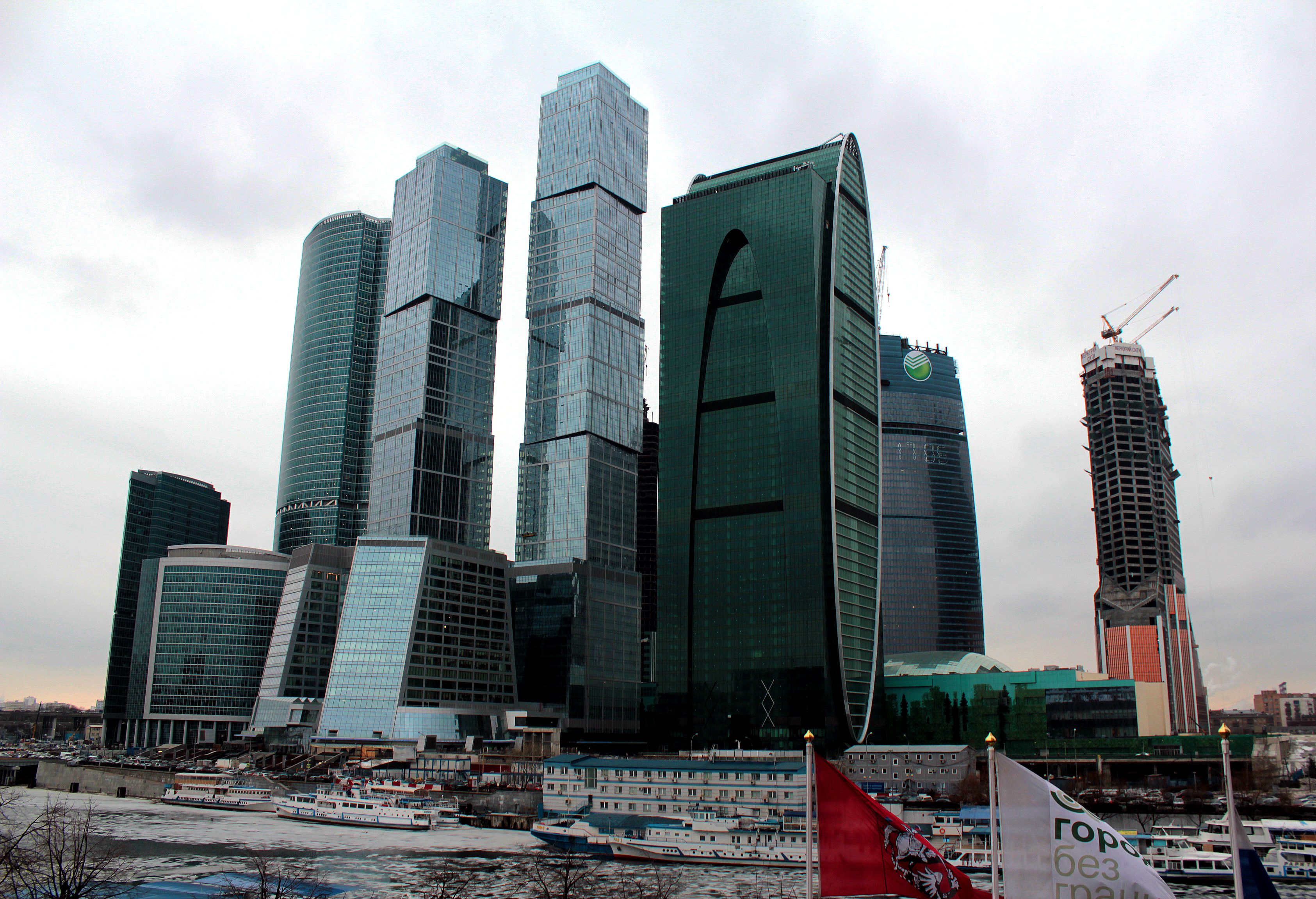
2011年3月22日
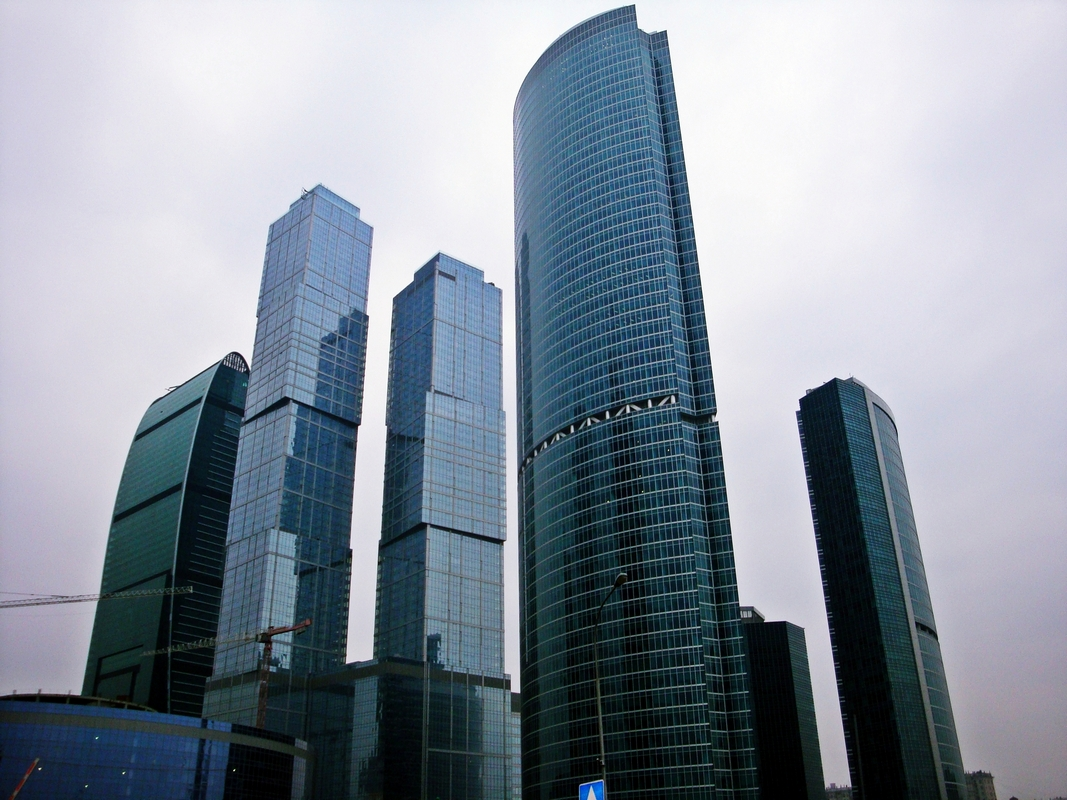
2011年4月2日
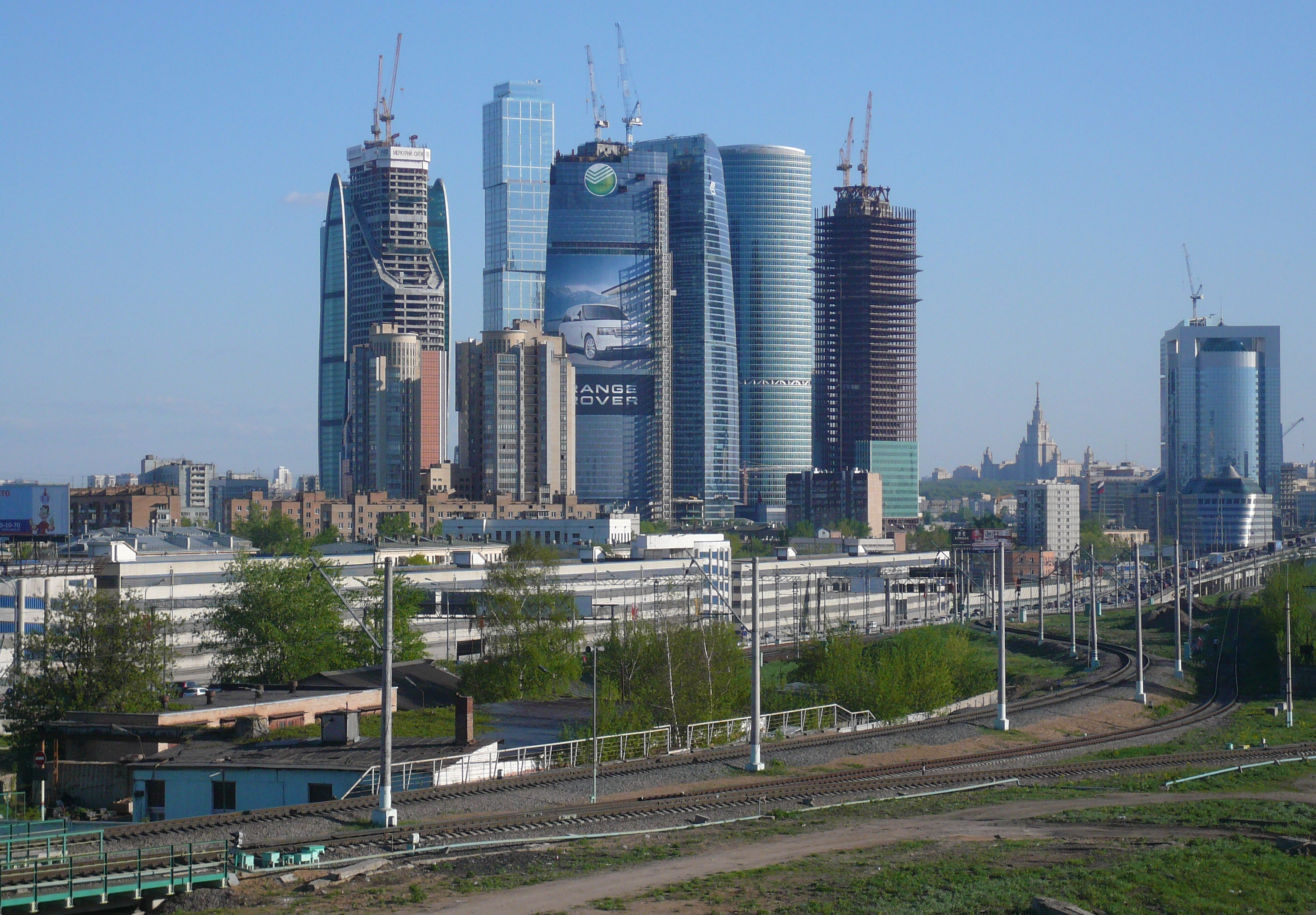
2011年5月9日
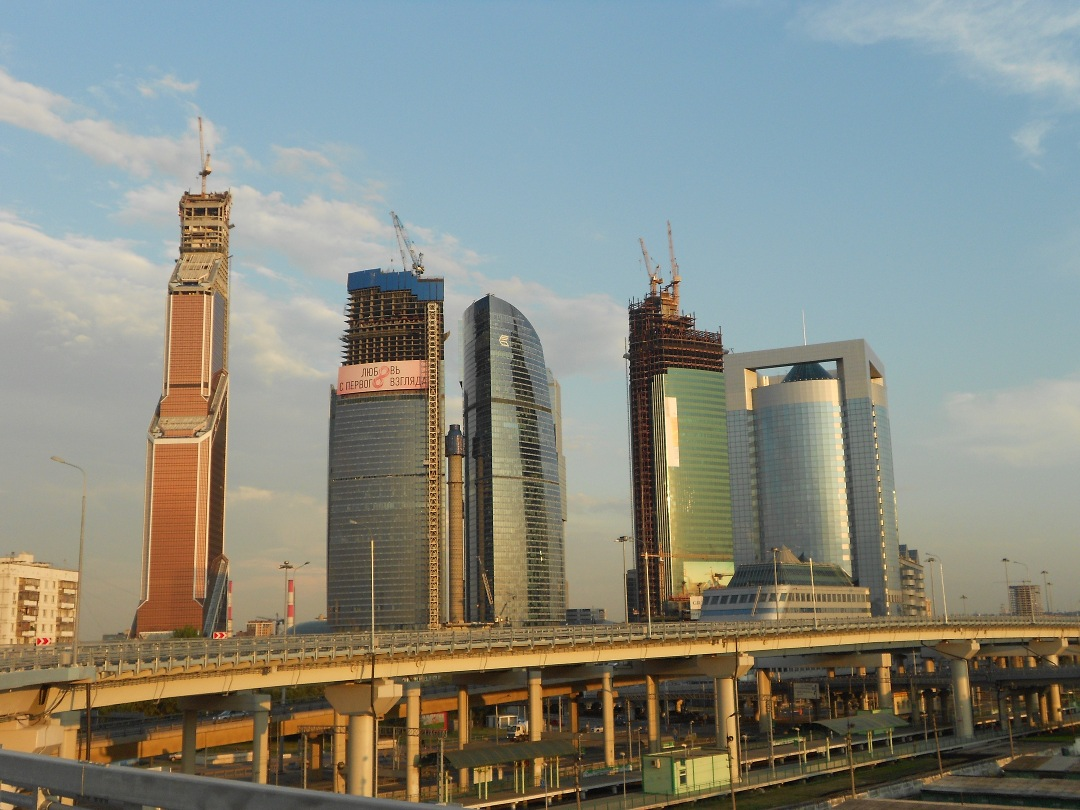
2012年8月5日
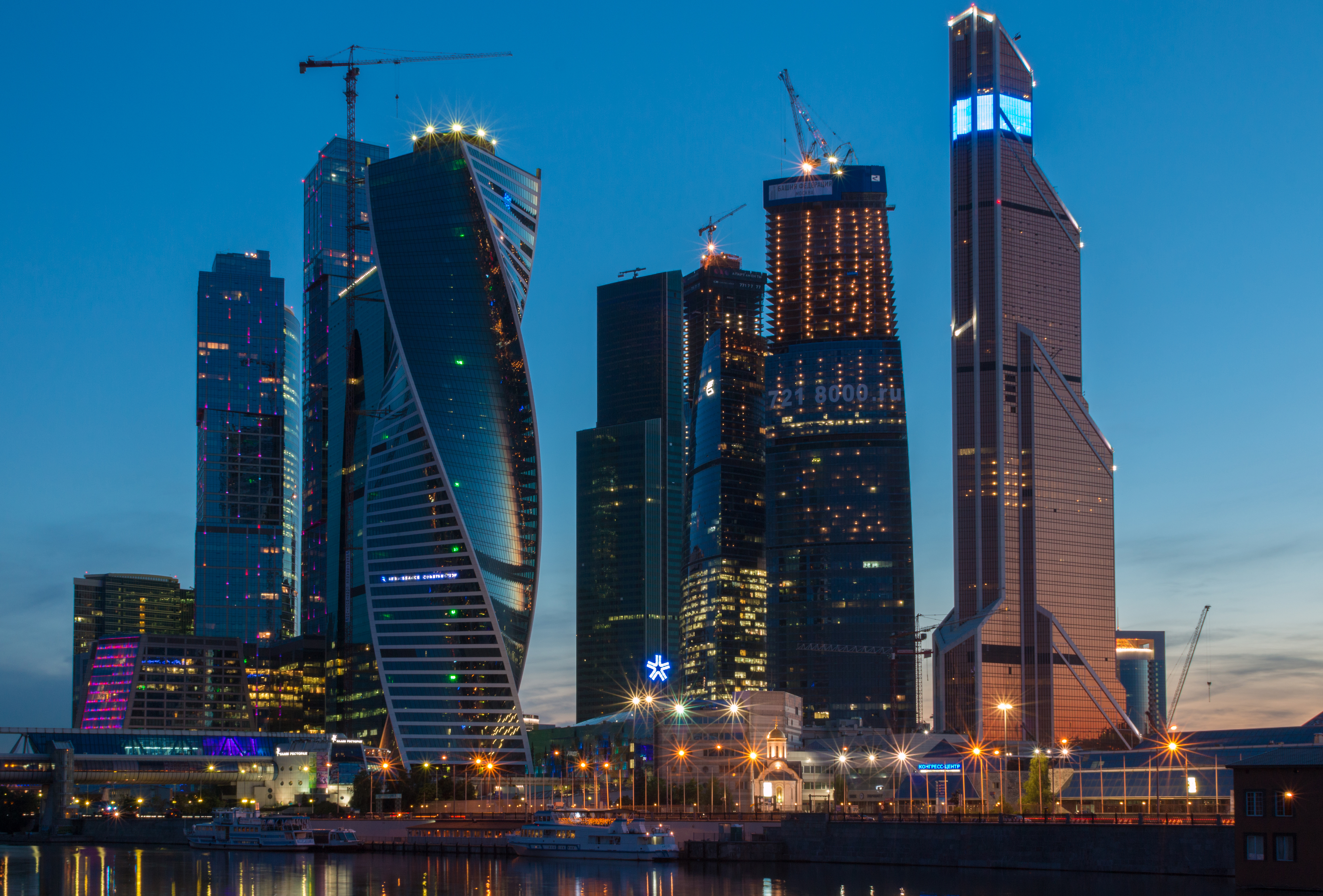
2014年7月14日
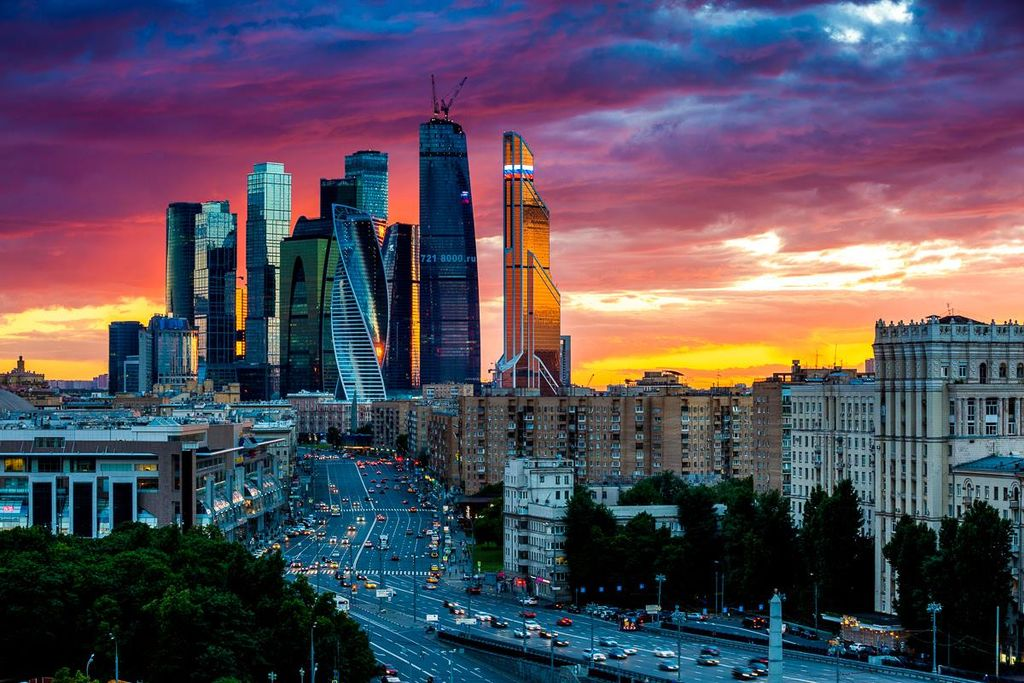
2015年11月13日
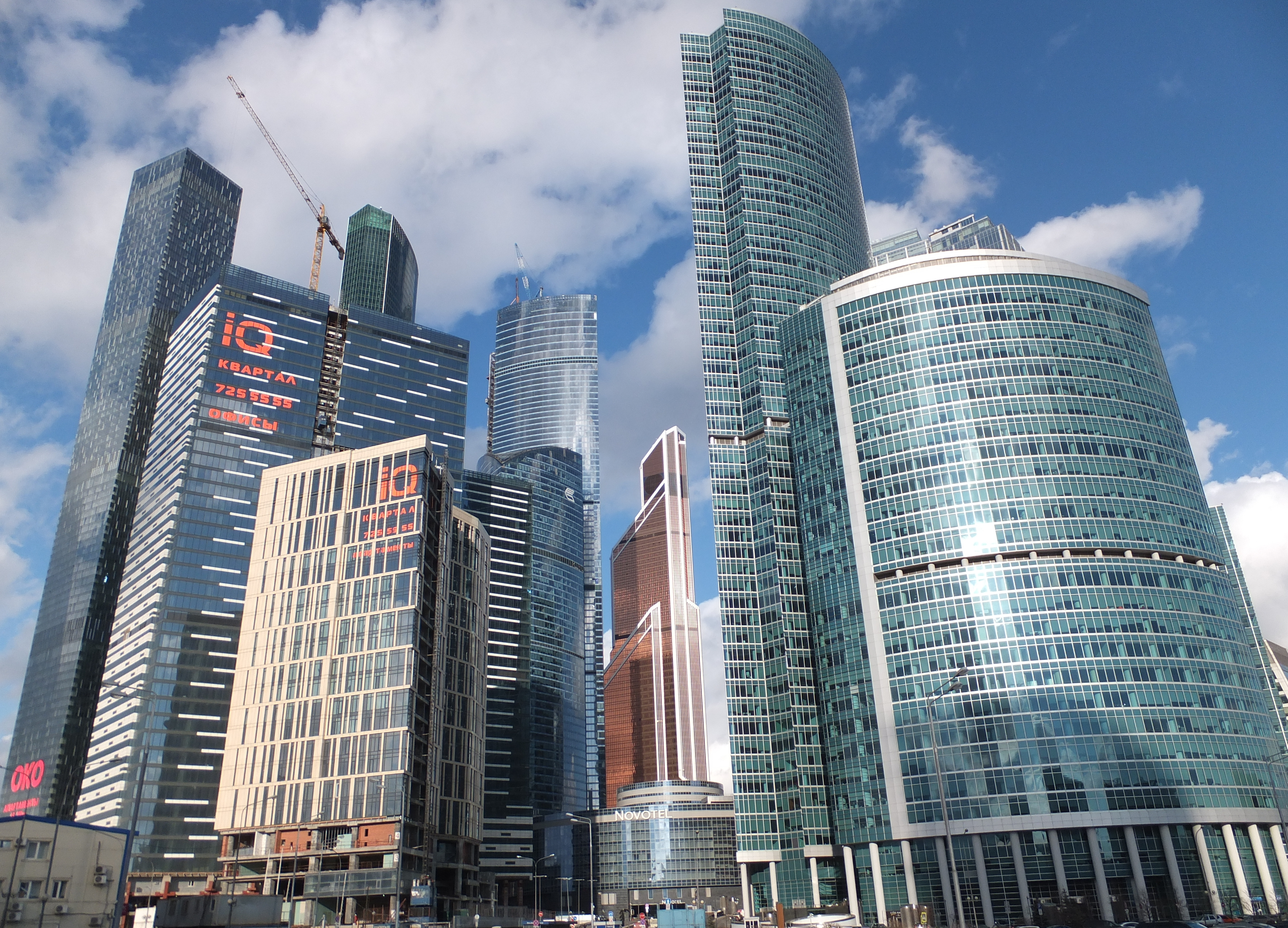
2016年2月26日
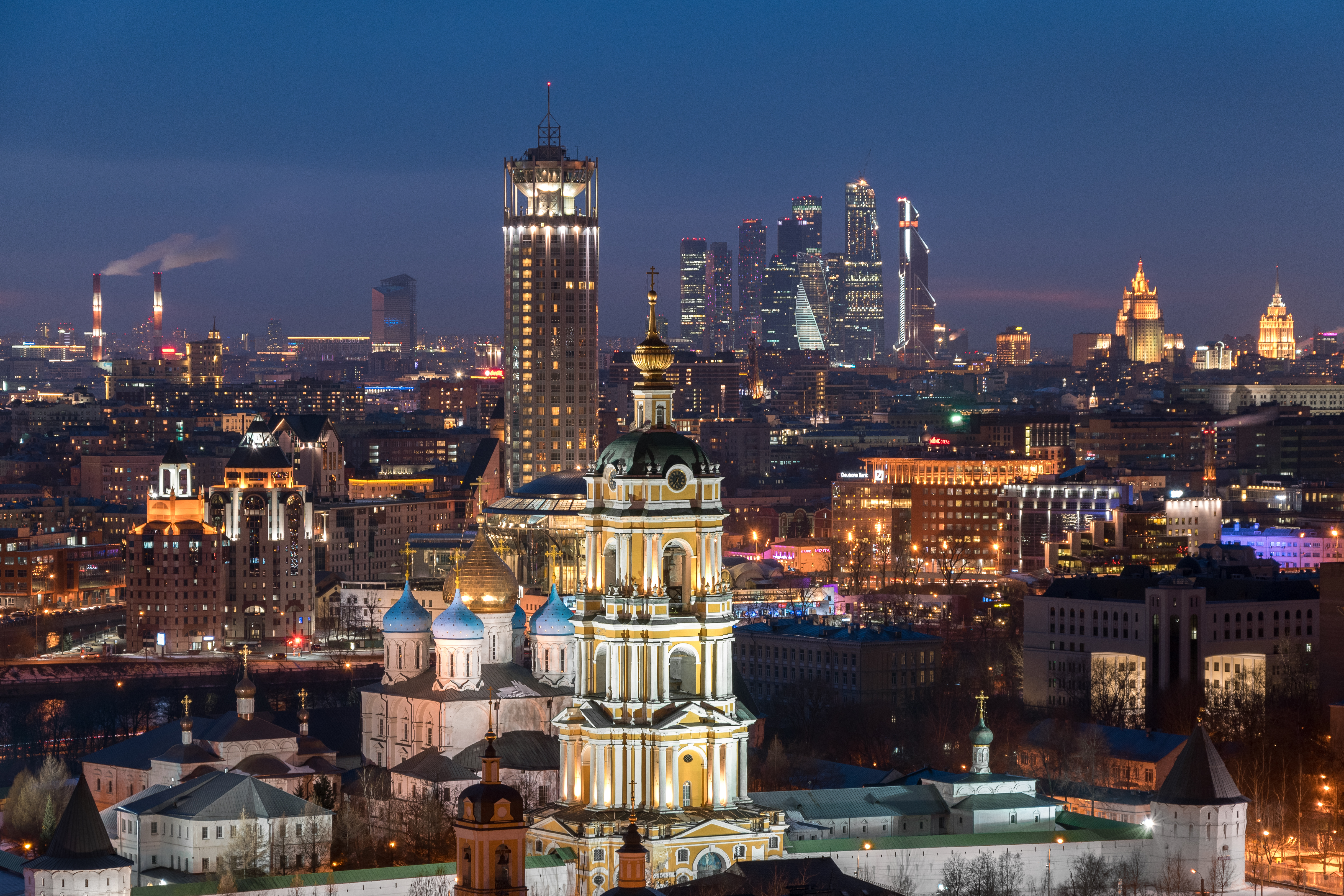
2016年2月28日
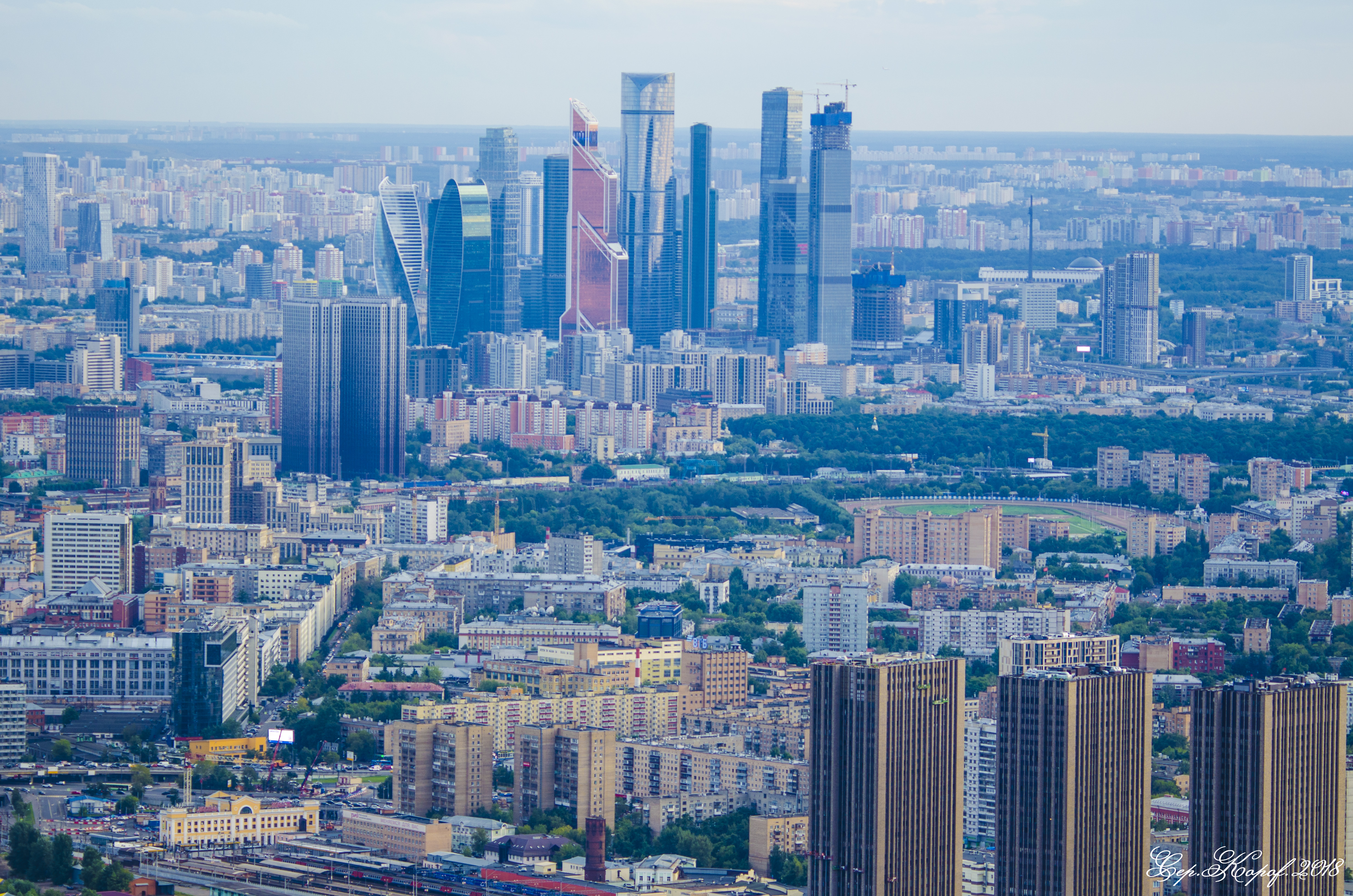
2018年8月6日
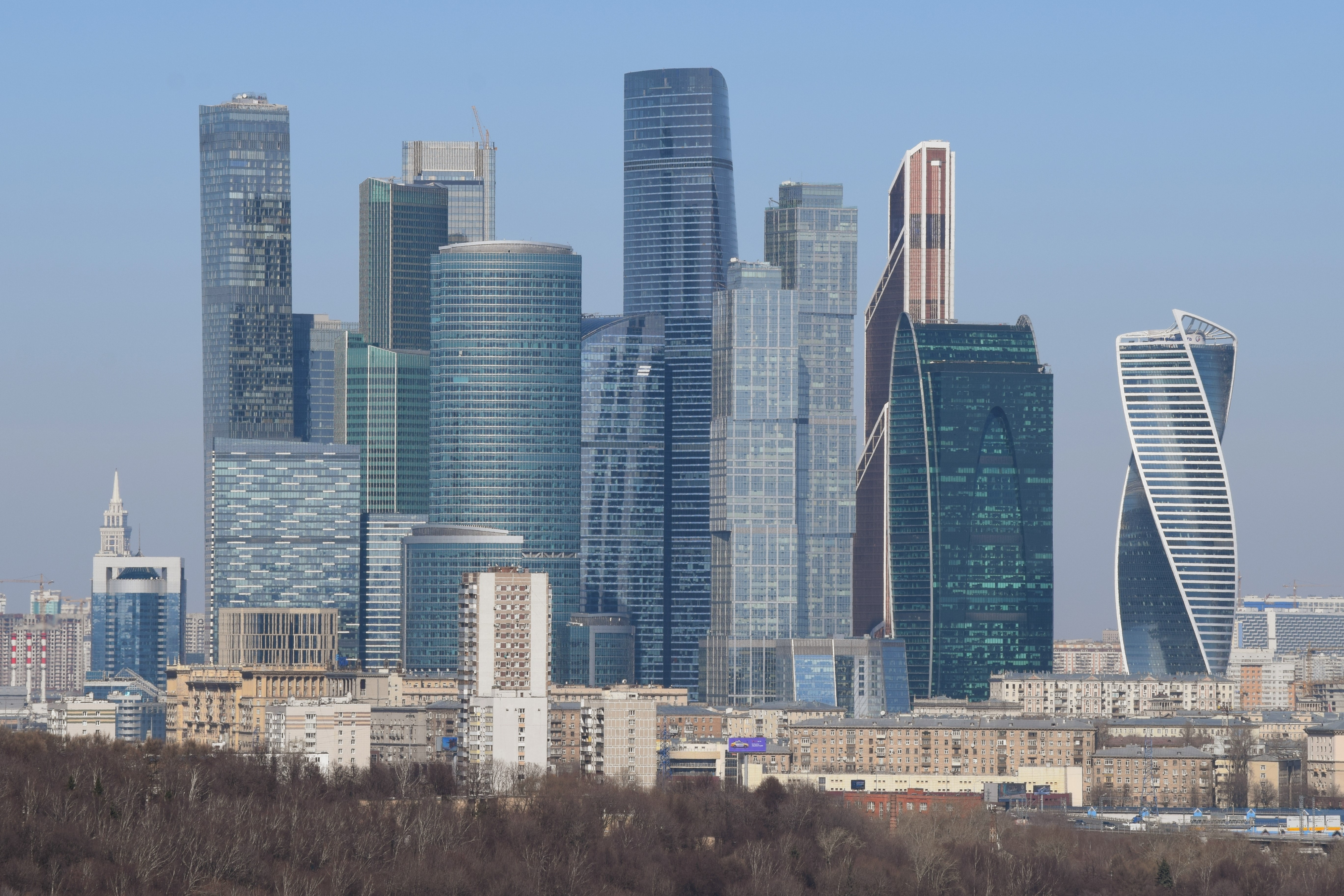
2019年3月31日